# Llista d'asteroides (292001-293000)
Llista d'asteroides del 292.001 al 293.000, amb data de descoberta i descobridor. És un fragment de la llista d'asteroides completa. Als asteroides se'ls dona un número quan es confirma la seva òrbita, per tant apareixen llistats aproximadament segons la data de descobriment.

## 292001-292100
| Nom              | Designació provisional | Data de descobriment   | Lloc de descobriment | Descobridor/s |
| ---------------- | ---------------------- | ---------------------- | -------------------- | ------------- |
| 292001           | 2006 QG117             | 27 d'agost de 2006     | Anderson Mesa        | LONEOS        |
| 292002           | 2006 QJ117             | 27 d'agost de 2006     | Anderson Mesa        | LONEOS        |
| 292003           | 2006 QD118             | 27 d'agost de 2006     | Anderson Mesa        | LONEOS        |
| 292004           | 2006 QV120             | 29 d'agost de 2006     | Catalina             | CSS           |
| 292005           | 2006 QS121             | 29 d'agost de 2006     | Catalina             | CSS           |
| 292006           | 2006 QL123             | 29 d'agost de 2006     | Catalina             | CSS           |
| 292007           | 2006 QH124             | 16 d'agost de 2006     | Palomar              | NEAT          |
| 292008           | 2006 QF129             | 17 d'agost de 2006     | Palomar              | NEAT          |
| 292009           | 2006 QO129             | 18 d'agost de 2006     | Anderson Mesa        | LONEOS        |
| 292010           | 2006 QK132             | 22 d'agost de 2006     | Palomar              | NEAT          |
| 292011           | 2006 QE133             | 23 d'agost de 2006     | Palomar              | NEAT          |
| 292012           | 2006 QE136             | 29 d'agost de 2006     | Catalina             | CSS           |
| 292013           | 2006 QQ136             | 29 d'agost de 2006     | Catalina             | CSS           |
| 292014           | 2006 QH144             | 26 d'agost de 2006     | Reedy Creek          | J. Broughton  |
| 292015           | 2006 QH145             | 18 d'agost de 2006     | Kitt Peak            | Spacewatch    |
| 292016           | 2006 QU145             | 18 d'agost de 2006     | Kitt Peak            | Spacewatch    |
| 292017           | 2006 QH147             | 18 d'agost de 2006     | Kitt Peak            | Spacewatch    |
| 292018           | 2006 QG149             | 18 d'agost de 2006     | Kitt Peak            | Spacewatch    |
| 292019           | 2006 QP149             | 18 d'agost de 2006     | Kitt Peak            | Spacewatch    |
| 292020           | 2006 QP150             | 19 d'agost de 2006     | Kitt Peak            | Spacewatch    |
| 292021           | 2006 QE152             | 19 d'agost de 2006     | Kitt Peak            | Spacewatch    |
| 292022           | 2006 QG152             | 19 d'agost de 2006     | Kitt Peak            | Spacewatch    |
| 292023           | 2006 QL155             | 18 d'agost de 2006     | Palomar              | NEAT          |
| 292024           | 2006 QZ155             | 19 d'agost de 2006     | Kitt Peak            | Spacewatch    |
| 292025           | 2006 QB156             | 19 d'agost de 2006     | Kitt Peak            | Spacewatch    |
| 292026           | 2006 QV160             | 19 d'agost de 2006     | Kitt Peak            | Spacewatch    |
| 292027           | 2006 QP161             | 19 d'agost de 2006     | Kitt Peak            | Spacewatch    |
| 292028           | 2006 QT162             | 21 d'agost de 2006     | Kitt Peak            | Spacewatch    |
| 292029           | 2006 QM165             | 29 d'agost de 2006     | Catalina             | CSS           |
| 292030           | 2006 QN165             | 29 d'agost de 2006     | Catalina             | CSS           |
| 292031           | 2006 QR165             | 15 d'octubre de 2001   | Kitt Peak            | Spacewatch    |
| 292032           | 2006 QN168             | 30 d'agost de 2006     | Anderson Mesa        | LONEOS        |
| 292033           | 2006 QO168             | 30 d'agost de 2006     | Anderson Mesa        | LONEOS        |
| 292034           | 2006 QQ168             | 30 d'agost de 2006     | Anderson Mesa        | LONEOS        |
| 292035           | 2006 QS168             | 30 d'agost de 2006     | Anderson Mesa        | LONEOS        |
| 292036           | 2006 QR169             | 27 d'agost de 2006     | Anderson Mesa        | LONEOS        |
| 292037           | 2006 QN176             | 22 d'agost de 2006     | Cerro Tololo         | M. W. Buie    |
| 292038           | 2006 QU178             | 21 d'agost de 2006     | Kitt Peak            | Spacewatch    |
| 292039           | 2006 QP182             | 28 d'agost de 2006     | Apache Point         | A. C. Becker  |
| 292040           | 2006 QW182             | 19 d'agost de 2006     | Kitt Peak            | Spacewatch    |
| 292041           | 2006 QL183             | 28 d'agost de 2006     | Kitt Peak            | Spacewatch    |
| 292042           | 2006 QM183             | 28 d'agost de 2006     | Kitt Peak            | Spacewatch    |
| 292043           | 2006 QN183             | 28 d'agost de 2006     | Catalina             | CSS           |
| 292044           | 2006 QX184             | 18 d'agost de 2006     | Kitt Peak            | Spacewatch    |
| 292045           | 2006 QY184             | 18 d'agost de 2006     | Kitt Peak            | Spacewatch    |
| 292046           | 2006 QM185             | 28 d'agost de 2006     | Kitt Peak            | Spacewatch    |
| 292047           | 2006 QZ185             | 28 d'agost de 2006     | Catalina             | CSS           |
| 292048           | 2006 QE187             | 29 d'agost de 2006     | Kitt Peak            | Spacewatch    |
| 292049           | 2006 QF187             | 29 d'agost de 2006     | Kitt Peak            | Spacewatch    |
| 292050           | 2006 RX1               | 13 de setembre de 2006 | Eskridge             | Eskridge      |
| 292051 Bohlender | 2006 RD3               | 14 de setembre de 2006 | Mauna Kea            | D. D. Balam   |
| 292052           | 2006 RC4               | 12 de setembre de 2006 | Catalina             | CSS           |
| 292053           | 2006 RG5               | 14 de setembre de 2006 | Catalina             | CSS           |
| 292054           | 2006 RN5               | 14 de setembre de 2006 | Catalina             | CSS           |
| 292055           | 2006 RE6               | 14 de setembre de 2006 | Catalina             | CSS           |
| 292056           | 2006 RZ6               | 14 de setembre de 2006 | Catalina             | CSS           |
| 292057           | 2006 RF8               | 12 de setembre de 2006 | Catalina             | CSS           |
| 292058           | 2006 RL8               | 12 de setembre de 2006 | Catalina             | CSS           |
| 292059           | 2006 RR9               | 13 de setembre de 2006 | Palomar              | NEAT          |
| 292060           | 2006 RD10              | 13 de setembre de 2006 | Palomar              | NEAT          |
| 292061           | 2006 RF10              | 13 de setembre de 2006 | Palomar              | NEAT          |
| 292062           | 2006 RW10              | 12 de setembre de 2006 | Catalina             | CSS           |
| 292063           | 2006 RB12              | 13 de setembre de 2006 | Palomar              | NEAT          |
| 292064           | 2006 RS12              | 14 de setembre de 2006 | Kitt Peak            | Spacewatch    |
| 292065           | 2006 RS13              | 14 de setembre de 2006 | Kitt Peak            | Spacewatch    |
| 292066           | 2006 RE15              | 14 de setembre de 2006 | Kitt Peak            | Spacewatch    |
| 292067           | 2006 RF16              | 14 de setembre de 2006 | Palomar              | NEAT          |
| 292068           | 2006 RP16              | 14 de setembre de 2006 | Catalina             | CSS           |
| 292069           | 2006 RP17              | 14 de setembre de 2006 | Catalina             | CSS           |
| 292070           | 2006 RH18              | 14 de setembre de 2006 | Kitt Peak            | Spacewatch    |
| 292071           | 2006 RP18              | 14 de setembre de 2006 | Catalina             | CSS           |
| 292072           | 2006 RX18              | 14 de setembre de 2006 | Palomar              | NEAT          |
| 292073           | 2006 RW20              | 15 de setembre de 2006 | Kitt Peak            | Spacewatch    |
| 292074           | 2006 RB21              | 15 de setembre de 2006 | Kitt Peak            | Spacewatch    |
| 292075           | 2006 RL21              | 15 de setembre de 2006 | Kitt Peak            | Spacewatch    |
| 292076           | 2006 RN21              | 15 de setembre de 2006 | Kitt Peak            | Spacewatch    |
| 292077           | 2006 RC24              | 13 de setembre de 2006 | Palomar              | NEAT          |
| 292078           | 2006 RF26              | 14 de setembre de 2006 | Palomar              | NEAT          |
| 292079           | 2006 RN26              | 14 de setembre de 2006 | Kitt Peak            | Spacewatch    |
| 292080           | 2006 RA33              | 15 de setembre de 2006 | Kitt Peak            | Spacewatch    |
| 292081           | 2006 RJ33              | 12 de setembre de 2006 | Catalina             | CSS           |
| 292082           | 2006 RU33              | 12 de setembre de 2006 | Catalina             | CSS           |
| 292083           | 2006 RB34              | 12 de setembre de 2006 | Catalina             | CSS           |
| 292084           | 2006 RH34              | 12 de setembre de 2006 | Catalina             | CSS           |
| 292085           | 2006 RS34              | 13 de setembre de 2006 | Palomar              | NEAT          |
| 292086           | 2006 RT34              | 13 de setembre de 2006 | Palomar              | NEAT          |
| 292087           | 2006 RW34              | 14 de setembre de 2006 | Palomar              | NEAT          |
| 292088           | 2006 RN35              | 14 de setembre de 2006 | Palomar              | NEAT          |
| 292089           | 2006 RO35              | 14 de setembre de 2006 | Palomar              | NEAT          |
| 292090           | 2006 RT35              | 14 de setembre de 2006 | Palomar              | NEAT          |
| 292091           | 2006 RC37              | 12 de setembre de 2006 | Catalina             | CSS           |
| 292092           | 2006 RT39              | 12 de setembre de 2006 | Catalina             | CSS           |
| 292093           | 2006 RB40              | 12 de setembre de 2006 | Catalina             | CSS           |
| 292094           | 2006 RS42              | 14 de setembre de 2006 | Kitt Peak            | Spacewatch    |
| 292095           | 2006 RX43              | 14 de setembre de 2006 | Kitt Peak            | Spacewatch    |
| 292096           | 2006 RV44              | 14 de setembre de 2006 | Kitt Peak            | Spacewatch    |
| 292097           | 2006 RD46              | 14 de setembre de 2006 | Kitt Peak            | Spacewatch    |
| 292098           | 2006 RO46              | 14 de setembre de 2006 | Kitt Peak            | Spacewatch    |
| 292099           | 2006 RC47              | 14 de setembre de 2006 | Kitt Peak            | Spacewatch    |
| 292100           | 2006 RJ48              | 14 de setembre de 2006 | Catalina             | CSS           |

## 292101-292200
| Nom                 | Designació provisional | Data de descobriment   | Lloc de descobriment | Descobridor/s        |
| ------------------- | ---------------------- | ---------------------- | -------------------- | -------------------- |
| 292101              | 2006 RV49              | 14 de setembre de 2006 | Kitt Peak            | Spacewatch           |
| 292102              | 2006 RE50              | 14 de setembre de 2006 | Kitt Peak            | Spacewatch           |
| 292103              | 2006 RM50              | 14 de setembre de 2006 | Kitt Peak            | Spacewatch           |
| 292104              | 2006 RS50              | 14 de setembre de 2006 | Kitt Peak            | Spacewatch           |
| 292105              | 2006 RD53              | 14 de setembre de 2006 | Kitt Peak            | Spacewatch           |
| 292106              | 2006 RP54              | 14 de setembre de 2006 | Kitt Peak            | Spacewatch           |
| 292107              | 2006 RY54              | 14 de setembre de 2006 | Kitt Peak            | Spacewatch           |
| 292108              | 2006 RP55              | 14 de setembre de 2006 | Kitt Peak            | Spacewatch           |
| 292109              | 2006 RJ56              | 14 de setembre de 2006 | Kitt Peak            | Spacewatch           |
| 292110              | 2006 RK56              | 14 de setembre de 2006 | Kitt Peak            | Spacewatch           |
| 292111              | 2006 RZ56              | 14 de setembre de 2006 | Kitt Peak            | Spacewatch           |
| 292112              | 2006 RM57              | 15 de setembre de 2006 | Kitt Peak            | Spacewatch           |
| 292113              | 2006 RT58              | 15 de setembre de 2006 | Kitt Peak            | Spacewatch           |
| 292114              | 2006 RB59              | 15 de setembre de 2006 | Kitt Peak            | Spacewatch           |
| 292115              | 2006 RO59              | 15 de setembre de 2006 | Kitt Peak            | Spacewatch           |
| 292116              | 2006 RQ59              | 15 de setembre de 2006 | Kitt Peak            | Spacewatch           |
| 292117              | 2006 RR60              | 13 de setembre de 2006 | Palomar              | NEAT                 |
| 292118              | 2006 RR63              | 14 de setembre de 2006 | Catalina             | CSS                  |
| 292119              | 2006 RX63              | 12 de setembre de 2006 | Catalina             | CSS                  |
| 292120              | 2006 RO64              | 13 de setembre de 2006 | Palomar              | NEAT                 |
| 292121              | 2006 RN66              | 14 de setembre de 2006 | Kitt Peak            | Spacewatch           |
| 292122              | 2006 RP67              | 15 de setembre de 2006 | Kitt Peak            | Spacewatch           |
| 292123              | 2006 RA68              | 15 de setembre de 2006 | Kitt Peak            | Spacewatch           |
| 292124              | 2006 RJ71              | 15 de setembre de 2006 | Kitt Peak            | Spacewatch           |
| 292125              | 2006 RW71              | 15 de setembre de 2006 | Kitt Peak            | Spacewatch           |
| 292126              | 2006 RT72              | 15 de setembre de 2006 | Kitt Peak            | Spacewatch           |
| 292127              | 2006 RK73              | 15 de setembre de 2006 | Kitt Peak            | Spacewatch           |
| 292128              | 2006 RF74              | 15 de setembre de 2006 | Kitt Peak            | Spacewatch           |
| 292129              | 2006 RS74              | 15 de setembre de 2006 | Kitt Peak            | Spacewatch           |
| 292130              | 2006 RB75              | 15 de setembre de 2006 | Kitt Peak            | Spacewatch           |
| 292131              | 2006 RN75              | 15 de setembre de 2006 | Kitt Peak            | Spacewatch           |
| 292132              | 2006 RT76              | 15 de setembre de 2006 | Kitt Peak            | Spacewatch           |
| 292133              | 2006 RY76              | 15 de setembre de 2006 | Kitt Peak            | Spacewatch           |
| 292134              | 2006 RZ76              | 15 de setembre de 2006 | Kitt Peak            | Spacewatch           |
| 292135              | 2006 RP80              | 15 de setembre de 2006 | Kitt Peak            | Spacewatch           |
| 292136              | 2006 RB81              | 15 de setembre de 2006 | Kitt Peak            | Spacewatch           |
| 292137              | 2006 RH81              | 15 de setembre de 2006 | Kitt Peak            | Spacewatch           |
| 292138              | 2006 RN81              | 15 de setembre de 2006 | Kitt Peak            | Spacewatch           |
| 292139              | 2006 RJ82              | 15 de setembre de 2006 | Kitt Peak            | Spacewatch           |
| 292140              | 2006 RH83              | 15 de setembre de 2006 | Kitt Peak            | Spacewatch           |
| 292141              | 2006 RG84              | 15 de setembre de 2006 | Kitt Peak            | Spacewatch           |
| 292142              | 2006 RB87              | 15 de setembre de 2006 | Kitt Peak            | Spacewatch           |
| 292143              | 2006 RD87              | 15 de setembre de 2006 | Kitt Peak            | Spacewatch           |
| 292144              | 2006 RB88              | 15 de setembre de 2006 | Kitt Peak            | Spacewatch           |
| 292145              | 2006 RF90              | 15 de setembre de 2006 | Kitt Peak            | Spacewatch           |
| 292146              | 2006 RV91              | 15 de setembre de 2006 | Kitt Peak            | Spacewatch           |
| 292147              | 2006 RL93              | 15 de setembre de 2006 | Kitt Peak            | Spacewatch           |
| 292148              | 2006 RH94              | 15 de setembre de 2006 | Kitt Peak            | Spacewatch           |
| 292149              | 2006 RX94              | 15 de setembre de 2006 | Kitt Peak            | Spacewatch           |
| 292150              | 2006 RZ94              | 15 de setembre de 2006 | Kitt Peak            | Spacewatch           |
| 292151              | 2006 RC95              | 15 de setembre de 2006 | Kitt Peak            | Spacewatch           |
| 292152              | 2006 RO96              | 15 de setembre de 2006 | Kitt Peak            | Spacewatch           |
| 292153              | 2006 RZ97              | 13 de setembre de 2006 | Palomar              | NEAT                 |
| 292154              | 2006 RG100             | 14 de setembre de 2006 | Catalina             | CSS                  |
| 292155              | 2006 RN102             | 14 de setembre de 2006 | Catalina             | CSS                  |
| 292156              | 2006 RN103             | 15 de setembre de 2006 | Kitt Peak            | Spacewatch           |
| 292157              | 2006 RT103             | 11 de setembre de 2006 | Apache Point         | A. C. Becker         |
| 292158              | 2006 RB104             | 11 de setembre de 2006 | Apache Point         | A. C. Becker         |
| 292159 Jongoldstein | 2006 RU105             | 14 de setembre de 2006 | Mauna Kea            | J. Masiero           |
| 292160 Davefask     | 2006 RG107             | 14 de setembre de 2006 | Mauna Kea            | J. Masiero           |
| 292161              | 2006 RQ120             | 15 de setembre de 2006 | Kitt Peak            | Spacewatch           |
| 292162              | 2006 SO                | 16 de setembre de 2006 | Catalina             | CSS                  |
| 292163              | 2006 SD3               | 16 de setembre de 2006 | Socorro              | LINEAR               |
| 292164              | 2006 SM4               | 16 de setembre de 2006 | Catalina             | CSS                  |
| 292165              | 2006 SC6               | 16 de setembre de 2006 | Siding Spring        | Siding Spring Survey |
| 292166              | 2006 SV7               | 16 de setembre de 2006 | Socorro              | LINEAR               |
| 292167              | 2006 SG9               | 16 de setembre de 2006 | Catalina             | CSS                  |
| 292168              | 2006 SS9               | 16 de setembre de 2006 | Kitt Peak            | Spacewatch           |
| 292169              | 2006 SA11              | 16 de setembre de 2006 | Catalina             | CSS                  |
| 292170              | 2006 SP11              | 16 de setembre de 2006 | Socorro              | LINEAR               |
| 292171              | 2006 SR12              | 16 de setembre de 2006 | Palomar              | NEAT                 |
| 292172              | 2006 SU12              | 16 de setembre de 2006 | Palomar              | NEAT                 |
| 292173              | 2006 SN13              | 17 de setembre de 2006 | Socorro              | LINEAR               |
| 292174              | 2006 SM15              | 17 de setembre de 2006 | Catalina             | CSS                  |
| 292175              | 2006 ST15              | 17 de setembre de 2006 | Catalina             | CSS                  |
| 292176              | 2006 SW15              | 17 de setembre de 2006 | Catalina             | CSS                  |
| 292177              | 2006 SD17              | 17 de setembre de 2006 | Kitt Peak            | Spacewatch           |
| 292178              | 2006 SF18              | 17 de setembre de 2006 | Kitt Peak            | Spacewatch           |
| 292179              | 2006 SW18              | 17 de setembre de 2006 | Kitt Peak            | Spacewatch           |
| 292180              | 2006 SZ18              | 17 de setembre de 2006 | Kitt Peak            | Spacewatch           |
| 292181              | 2006 SZ19              | 19 de setembre de 2006 | La Sagra             | La Sagra             |
| 292182              | 2006 SB20              | 18 de setembre de 2006 | Calvin-Rehoboth      | Calvin College       |
| 292183              | 2006 SM20              | 19 de setembre de 2006 | Eskridge             | Eskridge             |
| 292184              | 2006 SP21              | 17 de setembre de 2006 | Catalina             | CSS                  |
| 292185              | 2006 SA22              | 17 de setembre de 2006 | Catalina             | CSS                  |
| 292186              | 2006 SG22              | 17 de setembre de 2006 | Anderson Mesa        | LONEOS               |
| 292187              | 2006 SN25              | 16 de setembre de 2006 | Anderson Mesa        | LONEOS               |
| 292188              | 2006 SW27              | 17 de setembre de 2006 | Kitt Peak            | Spacewatch           |
| 292189              | 2006 SN28              | 17 de setembre de 2006 | Kitt Peak            | Spacewatch           |
| 292190              | 2006 SZ30              | 17 de setembre de 2006 | Kitt Peak            | Spacewatch           |
| 292191              | 2006 SM31              | 17 de setembre de 2006 | Socorro              | LINEAR               |
| 292192              | 2006 SZ31              | 17 de setembre de 2006 | Kitt Peak            | Spacewatch           |
| 292193              | 2006 ST32              | 17 de setembre de 2006 | Kitt Peak            | Spacewatch           |
| 292194              | 2006 SY32              | 17 de setembre de 2006 | Kitt Peak            | Spacewatch           |
| 292195              | 2006 SE33              | 17 de setembre de 2006 | Catalina             | CSS                  |
| 292196              | 2006 SK33              | 17 de setembre de 2006 | Catalina             | CSS                  |
| 292197              | 2006 SD34              | 17 de setembre de 2006 | Catalina             | CSS                  |
| 292198              | 2006 SK34              | 17 de setembre de 2006 | Catalina             | CSS                  |
| 292199              | 2006 SM34              | 17 de setembre de 2006 | Catalina             | CSS                  |
| 292200              | 2006 SS34              | 17 de setembre de 2006 | Catalina             | CSS                  |

## 292201-292300
| Nom    | Designació provisional | Data de descobriment   | Lloc de descobriment | Descobridor/s  |
| ------ | ---------------------- | ---------------------- | -------------------- | -------------- |
| 292201 | 2006 SV34              | 17 de setembre de 2006 | Kitt Peak            | Spacewatch     |
| 292202 | 2006 SY34              | 17 de setembre de 2006 | Kitt Peak            | Spacewatch     |
| 292203 | 2006 SA35              | 17 de setembre de 2006 | Kitt Peak            | Spacewatch     |
| 292204 | 2006 SB35              | 17 de setembre de 2006 | Kitt Peak            | Spacewatch     |
| 292205 | 2006 SL35              | 17 de setembre de 2006 | Anderson Mesa        | LONEOS         |
| 292206 | 2006 SO35              | 17 de setembre de 2006 | Kitt Peak            | Spacewatch     |
| 292207 | 2006 SC36              | 17 de setembre de 2006 | Anderson Mesa        | LONEOS         |
| 292208 | 2006 SX36              | 17 de setembre de 2006 | Kitt Peak            | Spacewatch     |
| 292209 | 2006 SY36              | 17 de setembre de 2006 | Kitt Peak            | Spacewatch     |
| 292210 | 2006 SR38              | 18 de setembre de 2006 | Kitt Peak            | Spacewatch     |
| 292211 | 2006 SX41              | 18 de setembre de 2006 | Anderson Mesa        | LONEOS         |
| 292212 | 2006 SL42              | 18 de setembre de 2006 | Kitt Peak            | Spacewatch     |
| 292213 | 2006 SS42              | 18 de setembre de 2006 | Catalina             | CSS            |
| 292214 | 2006 SP43              | 16 de setembre de 2006 | Catalina             | CSS            |
| 292215 | 2006 SC46              | 18 de setembre de 2006 | Anderson Mesa        | LONEOS         |
| 292216 | 2006 SJ46              | 18 de setembre de 2006 | Kitt Peak            | Spacewatch     |
| 292217 | 2006 SB48              | 19 de setembre de 2006 | Kitt Peak            | Spacewatch     |
| 292218 | 2006 SC49              | 18 de setembre de 2006 | Kitt Peak            | Spacewatch     |
| 292219 | 2006 SE49              | 19 de setembre de 2006 | Anderson Mesa        | LONEOS         |
| 292220 | 2006 SU49              | 20 de setembre de 2006 | Kitt Peak            | Spacewatch     |
| 292221 | 2006 SQ50              | 16 de setembre de 2006 | Catalina             | CSS            |
| 292222 | 2006 SX50              | 17 de setembre de 2006 | Anderson Mesa        | LONEOS         |
| 292223 | 2006 SN51              | 17 de setembre de 2006 | Anderson Mesa        | LONEOS         |
| 292224 | 2006 SW53              | 16 de setembre de 2006 | Catalina             | CSS            |
| 292225 | 2006 SS55              | 18 de setembre de 2006 | Catalina             | CSS            |
| 292226 | 2006 SC57              | 18 de setembre de 2006 | Calvin-Rehoboth      | Calvin College |
| 292227 | 2006 ST59              | 17 de setembre de 2006 | Catalina             | CSS            |
| 292228 | 2006 SB60              | 18 de setembre de 2006 | Catalina             | CSS            |
| 292229 | 2006 SL60              | 18 de setembre de 2006 | Catalina             | CSS            |
| 292230 | 2006 SR60              | 18 de setembre de 2006 | Catalina             | CSS            |
| 292231 | 2006 SE62              | 18 de setembre de 2006 | Catalina             | CSS            |
| 292232 | 2006 SY62              | 18 de setembre de 2006 | Anderson Mesa        | LONEOS         |
| 292233 | 2006 SG63              | 19 de setembre de 2006 | Anderson Mesa        | LONEOS         |
| 292234 | 2006 SM64              | 17 de setembre de 2006 | Kitt Peak            | Spacewatch     |
| 292235 | 2006 SP64              | 21 de setembre de 2006 | San Marcello         | San Marcello   |
| 292236 | 2006 SK68              | 19 de setembre de 2006 | Catalina             | CSS            |
| 292237 | 2006 SJ69              | 19 de setembre de 2006 | Kitt Peak            | Spacewatch     |
| 292238 | 2006 ST69              | 19 de setembre de 2006 | Catalina             | CSS            |
| 292239 | 2006 SN70              | 19 de setembre de 2006 | Kitt Peak            | Spacewatch     |
| 292240 | 2006 SG71              | 19 de setembre de 2006 | Kitt Peak            | Spacewatch     |
| 292241 | 2006 SJ71              | 19 de setembre de 2006 | Kitt Peak            | Spacewatch     |
| 292242 | 2006 SQ72              | 19 de setembre de 2006 | Kitt Peak            | Spacewatch     |
| 292243 | 2006 SE74              | 19 de setembre de 2006 | Kitt Peak            | Spacewatch     |
| 292244 | 2006 SH74              | 19 de setembre de 2006 | Kitt Peak            | Spacewatch     |
| 292245 | 2006 SP75              | 19 de setembre de 2006 | Kitt Peak            | Spacewatch     |
| 292246 | 2006 SG76              | 19 de setembre de 2006 | Kitt Peak            | Spacewatch     |
| 292247 | 2006 SW77              | 20 de setembre de 2006 | Palomar              | NEAT           |
| 292248 | 2006 SF78              | 22 de setembre de 2006 | San Marcello         | San Marcello   |
| 292249 | 2006 SP80              | 18 de setembre de 2006 | Kitt Peak            | Spacewatch     |
| 292250 | 2006 SZ82              | 18 de setembre de 2006 | Kitt Peak            | Spacewatch     |
| 292251 | 2006 SP87              | 18 de setembre de 2006 | Kitt Peak            | Spacewatch     |
| 292252 | 2006 SS87              | 18 de setembre de 2006 | Kitt Peak            | Spacewatch     |
| 292253 | 2006 SO89              | 18 de setembre de 2006 | Kitt Peak            | Spacewatch     |
| 292254 | 2006 SP91              | 18 de setembre de 2006 | Kitt Peak            | Spacewatch     |
| 292255 | 2006 SQ91              | 18 de setembre de 2006 | Kitt Peak            | Spacewatch     |
| 292256 | 2006 SM93              | 18 de setembre de 2006 | Kitt Peak            | Spacewatch     |
| 292257 | 2006 SV94              | 18 de setembre de 2006 | Kitt Peak            | Spacewatch     |
| 292258 | 2006 SB97              | 18 de setembre de 2006 | Kitt Peak            | Spacewatch     |
| 292259 | 2006 SM97              | 18 de setembre de 2006 | Kitt Peak            | Spacewatch     |
| 292260 | 2006 SP97              | 18 de setembre de 2006 | Kitt Peak            | Spacewatch     |
| 292261 | 2006 SU98              | 18 de setembre de 2006 | Kitt Peak            | Spacewatch     |
| 292262 | 2006 SJ99              | 18 de setembre de 2006 | Kitt Peak            | Spacewatch     |
| 292263 | 2006 SY99              | 18 de setembre de 2006 | Kitt Peak            | Spacewatch     |
| 292264 | 2006 SK101             | 19 de setembre de 2006 | Catalina             | CSS            |
| 292265 | 2006 SX106             | 19 de setembre de 2006 | Kitt Peak            | Spacewatch     |
| 292266 | 2006 SZ106             | 19 de setembre de 2006 | Kitt Peak            | Spacewatch     |
| 292267 | 2006 SA107             | 19 de setembre de 2006 | Kitt Peak            | Spacewatch     |
| 292268 | 2006 SF110             | 20 de setembre de 2006 | Socorro              | LINEAR         |
| 292269 | 2006 SG110             | 20 de setembre de 2006 | Anderson Mesa        | LONEOS         |
| 292270 | 2006 SP110             | 20 de setembre de 2006 | Palomar              | NEAT           |
| 292271 | 2006 SN111             | 22 de setembre de 2006 | Anderson Mesa        | LONEOS         |
| 292272 | 2006 SQ114             | 23 de setembre de 2006 | Kitt Peak            | Spacewatch     |
| 292273 | 2006 SH116             | 24 de setembre de 2006 | Kitt Peak            | Spacewatch     |
| 292274 | 2006 SX119             | 18 de setembre de 2006 | Catalina             | CSS            |
| 292275 | 2006 SB120             | 18 de setembre de 2006 | Catalina             | CSS            |
| 292276 | 2006 SK121             | 18 de setembre de 2006 | Anderson Mesa        | LONEOS         |
| 292277 | 2006 SS121             | 19 de setembre de 2006 | Eskridge             | Eskridge       |
| 292278 | 2006 ST125             | 20 de setembre de 2006 | Palomar              | NEAT           |
| 292279 | 2006 SX125             | 20 de setembre de 2006 | Palomar              | NEAT           |
| 292280 | 2006 SE126             | 20 de setembre de 2006 | Palomar              | NEAT           |
| 292281 | 2006 SA128             | 17 de setembre de 2006 | Catalina             | CSS            |
| 292282 | 2006 SB128             | 17 de setembre de 2006 | Catalina             | CSS            |
| 292283 | 2006 SC130             | 19 de setembre de 2006 | Anderson Mesa        | LONEOS         |
| 292284 | 2006 SO130             | 20 de setembre de 2006 | Anderson Mesa        | LONEOS         |
| 292285 | 2006 ST130             | 20 de setembre de 2006 | Anderson Mesa        | LONEOS         |
| 292286 | 2006 SG131             | 25 de setembre de 2006 | Eskridge             | Eskridge       |
| 292287 | 2006 SX132             | 16 de setembre de 2006 | Catalina             | CSS            |
| 292288 | 2006 SF133             | 17 de setembre de 2006 | Catalina             | CSS            |
| 292289 | 2006 SA134             | 17 de setembre de 2006 | Catalina             | CSS            |
| 292290 | 2006 SN134             | 25 de setembre de 2006 | Socorro              | LINEAR         |
| 292291 | 2006 SZ134             | 20 de setembre de 2006 | Anderson Mesa        | LONEOS         |
| 292292 | 2006 SB135             | 20 de setembre de 2006 | Palomar              | NEAT           |
| 292293 | 2006 SC135             | 20 de setembre de 2006 | Palomar              | NEAT           |
| 292294 | 2006 SS137             | 20 de setembre de 2006 | Catalina             | CSS            |
| 292295 | 2006 SA140             | 22 de setembre de 2006 | Anderson Mesa        | LONEOS         |
| 292296 | 2006 SD140             | 22 de setembre de 2006 | Catalina             | CSS            |
| 292297 | 2006 SC143             | 19 de setembre de 2006 | Kitt Peak            | Spacewatch     |
| 292298 | 2006 SW143             | 19 de setembre de 2006 | Kitt Peak            | Spacewatch     |
| 292299 | 2006 SD144             | 19 de setembre de 2006 | Kitt Peak            | Spacewatch     |
| 292300 | 2006 SN144             | 19 de setembre de 2006 | Kitt Peak            | Spacewatch     |

## 292301-292400
| Nom    | Designació provisional | Data de descobriment   | Lloc de descobriment | Descobridor/s     |
| ------ | ---------------------- | ---------------------- | -------------------- | ----------------- |
| 292301 | 2006 SQ146             | 19 de setembre de 2006 | Kitt Peak            | Spacewatch        |
| 292302 | 2006 ST148             | 19 de setembre de 2006 | Kitt Peak            | Spacewatch        |
| 292303 | 2006 SH150             | 19 de setembre de 2006 | Kitt Peak            | Spacewatch        |
| 292304 | 2006 SK151             | 19 de setembre de 2006 | Kitt Peak            | Spacewatch        |
| 292305 | 2006 SN151             | 19 de setembre de 2006 | Kitt Peak            | Spacewatch        |
| 292306 | 2006 SK152             | 19 de setembre de 2006 | Kitt Peak            | Spacewatch        |
| 292307 | 2006 SS152             | 19 de setembre de 2006 | Kitt Peak            | Spacewatch        |
| 292308 | 2006 SB153             | 20 de setembre de 2006 | Palomar              | NEAT              |
| 292309 | 2006 SS154             | 21 de setembre de 2006 | Anderson Mesa        | LONEOS            |
| 292310 | 2006 SK155             | 22 de setembre de 2006 | Catalina             | CSS               |
| 292311 | 2006 SW155             | 23 de setembre de 2006 | Kitt Peak            | Spacewatch        |
| 292312 | 2006 SL158             | 23 de setembre de 2006 | Kitt Peak            | Spacewatch        |
| 292313 | 2006 SE159             | 23 de setembre de 2006 | Kitt Peak            | Spacewatch        |
| 292314 | 2006 SY159             | 23 de setembre de 2006 | Kitt Peak            | Spacewatch        |
| 292315 | 2006 SX161             | 24 de setembre de 2006 | Kitt Peak            | Spacewatch        |
| 292316 | 2006 SJ163             | 24 de setembre de 2006 | Kitt Peak            | Spacewatch        |
| 292317 | 2006 SG164             | 25 de setembre de 2006 | Kitt Peak            | Spacewatch        |
| 292318 | 2006 SW165             | 25 de setembre de 2006 | Kitt Peak            | Spacewatch        |
| 292319 | 2006 SA166             | 25 de setembre de 2006 | Kitt Peak            | Spacewatch        |
| 292320 | 2006 SN166             | 25 de setembre de 2006 | Kitt Peak            | Spacewatch        |
| 292321 | 2006 SK169             | 25 de setembre de 2006 | Kitt Peak            | Spacewatch        |
| 292322 | 2006 SQ169             | 25 de setembre de 2006 | Kitt Peak            | Spacewatch        |
| 292323 | 2006 SV170             | 25 de setembre de 2006 | Kitt Peak            | Spacewatch        |
| 292324 | 2006 SU174             | 25 de setembre de 2006 | Mount Lemmon         | Mt. Lemmon Survey |
| 292325 | 2006 SQ177             | 25 de setembre de 2006 | Kitt Peak            | Spacewatch        |
| 292326 | 2006 SU179             | 25 de setembre de 2006 | Kitt Peak            | Spacewatch        |
| 292327 | 2006 SW180             | 25 de setembre de 2006 | Mount Lemmon         | Mt. Lemmon Survey |
| 292328 | 2006 SX180             | 25 de setembre de 2006 | Mount Lemmon         | Mt. Lemmon Survey |
| 292329 | 2006 SW181             | 25 de setembre de 2006 | Anderson Mesa        | LONEOS            |
| 292330 | 2006 SO183             | 25 de setembre de 2006 | Mount Lemmon         | Mt. Lemmon Survey |
| 292331 | 2006 SQ183             | 25 de setembre de 2006 | Mount Lemmon         | Mt. Lemmon Survey |
| 292332 | 2006 SX183             | 25 de setembre de 2006 | Kitt Peak            | Spacewatch        |
| 292333 | 2006 SZ184             | 25 de setembre de 2006 | Mount Lemmon         | Mt. Lemmon Survey |
| 292334 | 2006 SD186             | 25 de setembre de 2006 | Mount Lemmon         | Mt. Lemmon Survey |
| 292335 | 2006 SG186             | 25 de setembre de 2006 | Kitt Peak            | Spacewatch        |
| 292336 | 2006 SW186             | 25 de setembre de 2006 | Mount Lemmon         | Mt. Lemmon Survey |
| 292337 | 2006 SN188             | 26 de setembre de 2006 | Kitt Peak            | Spacewatch        |
| 292338 | 2006 SC192             | 26 de setembre de 2006 | Mount Lemmon         | Mt. Lemmon Survey |
| 292339 | 2006 SR192             | 26 de setembre de 2006 | Mount Lemmon         | Mt. Lemmon Survey |
| 292340 | 2006 SG194             | 26 de setembre de 2006 | Kitt Peak            | Spacewatch        |
| 292341 | 2006 SM195             | 26 de setembre de 2006 | Kitt Peak            | Spacewatch        |
| 292342 | 2006 ST196             | 26 de setembre de 2006 | Kitt Peak            | Spacewatch        |
| 292343 | 2006 SF198             | 25 de setembre de 2006 | Moletai              | Moletai           |
| 292344 | 2006 SO199             | 24 de setembre de 2006 | Kitt Peak            | Spacewatch        |
| 292345 | 2006 SA202             | 24 de setembre de 2006 | Kitt Peak            | Spacewatch        |
| 292346 | 2006 SA206             | 25 de setembre de 2006 | Anderson Mesa        | LONEOS            |
| 292347 | 2006 SE206             | 25 de setembre de 2006 | Mount Lemmon         | Mt. Lemmon Survey |
| 292348 | 2006 SB211             | 26 de setembre de 2006 | Kitt Peak            | Spacewatch        |
| 292349 | 2006 SM211             | 26 de setembre de 2006 | Catalina             | CSS               |
| 292350 | 2006 SA215             | 27 de setembre de 2006 | Kitt Peak            | Spacewatch        |
| 292351 | 2006 ST216             | 27 de setembre de 2006 | Kitt Peak            | Spacewatch        |
| 292352 | 2006 SU218             | 26 de setembre de 2006 | Charleston           | Charleston        |
| 292353 | 2006 SB220             | 25 de setembre de 2006 | Socorro              | LINEAR            |
| 292354 | 2006 SU221             | 25 de setembre de 2006 | Mount Lemmon         | Mt. Lemmon Survey |
| 292355 | 2006 SW225             | 26 de setembre de 2006 | Kitt Peak            | Spacewatch        |
| 292356 | 2006 SX226             | 26 de setembre de 2006 | Kitt Peak            | Spacewatch        |
| 292357 | 2006 SY226             | 26 de setembre de 2006 | Kitt Peak            | Spacewatch        |
| 292358 | 2006 SG236             | 26 de setembre de 2006 | Mount Lemmon         | Mt. Lemmon Survey |
| 292359 | 2006 SJ236             | 26 de setembre de 2006 | Mount Lemmon         | Mt. Lemmon Survey |
| 292360 | 2006 SB239             | 26 de setembre de 2006 | Mount Lemmon         | Mt. Lemmon Survey |
| 292361 | 2006 SL240             | 26 de setembre de 2006 | Kitt Peak            | Spacewatch        |
| 292362 | 2006 SD241             | 26 de setembre de 2006 | Kitt Peak            | Spacewatch        |
| 292363 | 2006 SN243             | 26 de setembre de 2006 | Kitt Peak            | Spacewatch        |
| 292364 | 2006 SR244             | 26 de setembre de 2006 | Kitt Peak            | Spacewatch        |
| 292365 | 2006 SB246             | 26 de setembre de 2006 | Mount Lemmon         | Mt. Lemmon Survey |
| 292366 | 2006 SY247             | 26 de setembre de 2006 | Mount Lemmon         | Mt. Lemmon Survey |
| 292367 | 2006 SH248             | 26 de setembre de 2006 | Mount Lemmon         | Mt. Lemmon Survey |
| 292368 | 2006 SF249             | 26 de setembre de 2006 | Kitt Peak            | Spacewatch        |
| 292369 | 2006 SJ249             | 26 de setembre de 2006 | Kitt Peak            | Spacewatch        |
| 292370 | 2006 SK250             | 26 de setembre de 2006 | Kitt Peak            | Spacewatch        |
| 292371 | 2006 SM251             | 26 de setembre de 2006 | Kitt Peak            | Spacewatch        |
| 292372 | 2006 SE253             | 26 de setembre de 2006 | Mount Lemmon         | Mt. Lemmon Survey |
| 292373 | 2006 SE255             | 26 de setembre de 2006 | Catalina             | CSS               |
| 292374 | 2006 SU256             | 26 de setembre de 2006 | Kitt Peak            | Spacewatch        |
| 292375 | 2006 SA257             | 26 de setembre de 2006 | Kitt Peak            | Spacewatch        |
| 292376 | 2006 SF257             | 26 de setembre de 2006 | Kitt Peak            | Spacewatch        |
| 292377 | 2006 ST257             | 26 de setembre de 2006 | Kitt Peak            | Spacewatch        |
| 292378 | 2006 SD258             | 26 de setembre de 2006 | Kitt Peak            | Spacewatch        |
| 292379 | 2006 SQ258             | 26 de setembre de 2006 | Kitt Peak            | Spacewatch        |
| 292380 | 2006 SL259             | 26 de setembre de 2006 | Kitt Peak            | Spacewatch        |
| 292381 | 2006 SM261             | 26 de setembre de 2006 | Kitt Peak            | Spacewatch        |
| 292382 | 2006 SA262             | 26 de setembre de 2006 | Mount Lemmon         | Mt. Lemmon Survey |
| 292383 | 2006 SH262             | 26 de setembre de 2006 | Mount Lemmon         | Mt. Lemmon Survey |
| 292384 | 2006 SC263             | 26 de setembre de 2006 | Mount Lemmon         | Mt. Lemmon Survey |
| 292385 | 2006 SD265             | 26 de setembre de 2006 | Kitt Peak            | Spacewatch        |
| 292386 | 2006 SA266             | 26 de setembre de 2006 | Kitt Peak            | Spacewatch        |
| 292387 | 2006 SS266             | 26 de setembre de 2006 | Kitt Peak            | Spacewatch        |
| 292388 | 2006 SA267             | 26 de setembre de 2006 | Kitt Peak            | Spacewatch        |
| 292389 | 2006 SB267             | 26 de setembre de 2006 | Kitt Peak            | Spacewatch        |
| 292390 | 2006 SB268             | 26 de setembre de 2006 | Kitt Peak            | Spacewatch        |
| 292391 | 2006 SE268             | 26 de setembre de 2006 | Kitt Peak            | Spacewatch        |
| 292392 | 2006 SD269             | 26 de setembre de 2006 | Kitt Peak            | Spacewatch        |
| 292393 | 2006 SX269             | 26 de setembre de 2006 | Mount Lemmon         | Mt. Lemmon Survey |
| 292394 | 2006 SZ269             | 26 de setembre de 2006 | Mount Lemmon         | Mt. Lemmon Survey |
| 292395 | 2006 SA273             | 27 de setembre de 2006 | Mount Lemmon         | Mt. Lemmon Survey |
| 292396 | 2006 SW274             | 27 de setembre de 2006 | Mount Lemmon         | Mt. Lemmon Survey |
| 292397 | 2006 SA275             | 27 de setembre de 2006 | Kitt Peak            | Spacewatch        |
| 292398 | 2006 SY277             | 28 de setembre de 2006 | Socorro              | LINEAR            |
| 292399 | 2006 SY278             | 28 de setembre de 2006 | Kitt Peak            | Spacewatch        |
| 292400 | 2006 SH279             | 28 de setembre de 2006 | Kitt Peak            | Spacewatch        |

## 292401-292500
| Nom    | Designació provisional | Data de descobriment   | Lloc de descobriment | Descobridor/s         |
| ------ | ---------------------- | ---------------------- | -------------------- | --------------------- |
| 292401 | 2006 SC281             | 29 de setembre de 2006 | Anderson Mesa        | LONEOS                |
| 292402 | 2006 SG283             | 26 de setembre de 2006 | Socorro              | LINEAR                |
| 292403 | 2006 SS284             | 28 de setembre de 2006 | Socorro              | LINEAR                |
| 292404 | 2006 SW285             | 25 de setembre de 2006 | Mount Lemmon         | Mt. Lemmon Survey     |
| 292405 | 2006 SZ285             | 17 de setembre de 2006 | Kitt Peak            | Spacewatch            |
| 292406 | 2006 SE286             | 19 de setembre de 2006 | Catalina             | CSS                   |
| 292407 | 2006 SF286             | 19 de setembre de 2006 | Catalina             | CSS                   |
| 292408 | 2006 SL286             | 19 de setembre de 2006 | Catalina             | CSS                   |
| 292409 | 2006 ST287             | 22 de setembre de 2006 | Anderson Mesa        | LONEOS                |
| 292410 | 2006 SJ288             | 25 de setembre de 2006 | Catalina             | CSS                   |
| 292411 | 2006 SF290             | 30 de setembre de 2006 | Catalina             | CSS                   |
| 292412 | 2006 SG290             | 30 de setembre de 2006 | Catalina             | CSS                   |
| 292413 | 2006 SN292             | 25 de setembre de 2006 | Kitt Peak            | Spacewatch            |
| 292414 | 2006 SO295             | 25 de setembre de 2006 | Kitt Peak            | Spacewatch            |
| 292415 | 2006 SK296             | 25 de setembre de 2006 | Kitt Peak            | Spacewatch            |
| 292416 | 2006 SV296             | 25 de setembre de 2006 | Kitt Peak            | Spacewatch            |
| 292417 | 2006 SC298             | 25 de setembre de 2006 | Mount Lemmon         | Mt. Lemmon Survey     |
| 292418 | 2006 SG300             | 26 de setembre de 2006 | Catalina             | CSS                   |
| 292419 | 2006 SU302             | 27 de setembre de 2006 | Kitt Peak            | Spacewatch            |
| 292420 | 2006 ST304             | 27 de setembre de 2006 | Kitt Peak            | Spacewatch            |
| 292421 | 2006 SB305             | 27 de setembre de 2006 | Kitt Peak            | Spacewatch            |
| 292422 | 2006 SP306             | 27 de setembre de 2006 | Mount Lemmon         | Mt. Lemmon Survey     |
| 292423 | 2006 SM311             | 27 de setembre de 2006 | Kitt Peak            | Spacewatch            |
| 292424 | 2006 SP313             | 27 de setembre de 2006 | Kitt Peak            | Spacewatch            |
| 292425 | 2006 SW313             | 27 de setembre de 2006 | Kitt Peak            | Spacewatch            |
| 292426 | 2006 SK315             | 27 de setembre de 2006 | Kitt Peak            | Spacewatch            |
| 292427 | 2006 SF321             | 27 de setembre de 2006 | Kitt Peak            | Spacewatch            |
| 292428 | 2006 SG321             | 27 de setembre de 2006 | Kitt Peak            | Spacewatch            |
| 292429 | 2006 SH322             | 27 de setembre de 2006 | Kitt Peak            | Spacewatch            |
| 292430 | 2006 SA326             | 27 de setembre de 2006 | Kitt Peak            | Spacewatch            |
| 292431 | 2006 SD330             | 27 de setembre de 2006 | Kitt Peak            | Spacewatch            |
| 292432 | 2006 SU330             | 28 de setembre de 2006 | Mount Lemmon         | Mt. Lemmon Survey     |
| 292433 | 2006 SV332             | 28 de setembre de 2006 | Kitt Peak            | Spacewatch            |
| 292434 | 2006 SE335             | 28 de setembre de 2006 | Kitt Peak            | Spacewatch            |
| 292435 | 2006 SP335             | 28 de setembre de 2006 | Kitt Peak            | Spacewatch            |
| 292436 | 2006 SY336             | 28 de setembre de 2006 | Kitt Peak            | Spacewatch            |
| 292437 | 2006 SS338             | 28 de setembre de 2006 | Kitt Peak            | Spacewatch            |
| 292438 | 2006 SO346             | 28 de setembre de 2006 | Kitt Peak            | Spacewatch            |
| 292439 | 2006 SN348             | 28 de setembre de 2006 | Kitt Peak            | Spacewatch            |
| 292440 | 2006 SO349             | 29 de setembre de 2006 | Anderson Mesa        | LONEOS                |
| 292441 | 2006 SL351             | 30 de setembre de 2006 | Catalina             | CSS                   |
| 292442 | 2006 SW351             | 30 de setembre de 2006 | Catalina             | CSS                   |
| 292443 | 2006 SB352             | 30 de setembre de 2006 | Catalina             | CSS                   |
| 292444 | 2006 SJ353             | 30 de setembre de 2006 | Catalina             | CSS                   |
| 292445 | 2006 SY353             | 30 de setembre de 2006 | Catalina             | CSS                   |
| 292446 | 2006 SY355             | 30 de setembre de 2006 | Catalina             | CSS                   |
| 292447 | 2006 SL357             | 30 de setembre de 2006 | Catalina             | CSS                   |
| 292448 | 2006 SN357             | 30 de setembre de 2006 | Catalina             | CSS                   |
| 292449 | 2006 SO357             | 30 de setembre de 2006 | Mount Lemmon         | Mt. Lemmon Survey     |
| 292450 | 2006 SV358             | 30 de setembre de 2006 | Catalina             | CSS                   |
| 292451 | 2006 SF359             | 30 de setembre de 2006 | Catalina             | CSS                   |
| 292452 | 2006 SU359             | 30 de setembre de 2006 | Catalina             | CSS                   |
| 292453 | 2006 SX359             | 30 de setembre de 2006 | Junk Bond            | D. Healy              |
| 292454 | 2006 SQ360             | 30 de setembre de 2006 | Mount Lemmon         | Mt. Lemmon Survey     |
| 292455 | 2006 SX360             | 30 de setembre de 2006 | Mount Lemmon         | Mt. Lemmon Survey     |
| 292456 | 2006 SR362             | 30 de setembre de 2006 | Mount Lemmon         | Mt. Lemmon Survey     |
| 292457 | 2006 SW365             | 30 de setembre de 2006 | Mount Lemmon         | Mt. Lemmon Survey     |
| 292458 | 2006 SE366             | 30 de setembre de 2006 | Mount Lemmon         | Mt. Lemmon Survey     |
| 292459 | 2006 SO366             | 29 de setembre de 2006 | Farra d'Isonzo       | Farra d'Isonzo        |
| 292460 | 2006 SH372             | 23 de setembre de 2006 | Kitt Peak            | Spacewatch            |
| 292461 | 2006 SA373             | 28 de setembre de 2006 | Catalina             | CSS                   |
| 292462 | 2006 SZ373             | 16 de setembre de 2006 | Apache Point         | A. C. Becker          |
| 292463 | 2006 SN375             | 17 de setembre de 2006 | Apache Point         | A. C. Becker          |
| 292464 | 2006 SU375             | 17 de setembre de 2006 | Apache Point         | A. C. Becker          |
| 292465 | 2006 SY375             | 17 de setembre de 2006 | Apache Point         | A. C. Becker          |
| 292466 | 2006 SX377             | 17 de setembre de 2006 | Apache Point         | A. C. Becker          |
| 292467 | 2006 SE378             | 18 de setembre de 2006 | Apache Point         | A. C. Becker          |
| 292468 | 2006 SP380             | 27 de setembre de 2006 | Apache Point         | A. C. Becker          |
| 292469 | 2006 ST380             | 27 de setembre de 2006 | Apache Point         | A. C. Becker          |
| 292470 | 2006 SB382             | 28 de setembre de 2006 | Apache Point         | A. C. Becker          |
| 292471 | 2006 SQ387             | 30 de setembre de 2006 | Apache Point         | A. C. Becker          |
| 292472 | 2006 SX388             | 30 de setembre de 2006 | Apache Point         | A. C. Becker          |
| 292473 | 2006 SS389             | 30 de setembre de 2006 | Apache Point         | A. C. Becker          |
| 292474 | 2006 SV390             | 17 de setembre de 2006 | Catalina             | CSS                   |
| 292475 | 2006 SF391             | 17 de setembre de 2006 | Kitt Peak            | Spacewatch            |
| 292476 | 2006 SB392             | 19 de setembre de 2006 | Kitt Peak            | Spacewatch            |
| 292477 | 2006 SD392             | 19 de setembre de 2006 | Kitt Peak            | Spacewatch            |
| 292478 | 2006 SG392             | 25 de setembre de 2006 | Kitt Peak            | Spacewatch            |
| 292479 | 2006 ST392             | 26 de setembre de 2006 | Kitt Peak            | Spacewatch            |
| 292480 | 2006 SQ393             | 28 de setembre de 2006 | Kitt Peak            | Spacewatch            |
| 292481 | 2006 ST393             | 30 de setembre de 2006 | Mount Lemmon         | Mt. Lemmon Survey     |
| 292482 | 2006 SM398             | 16 de setembre de 2006 | Kitt Peak            | Spacewatch            |
| 292483 | 2006 SR398             | 17 de setembre de 2006 | Kitt Peak            | Spacewatch            |
| 292484 | 2006 SV399             | 18 de setembre de 2006 | Catalina             | CSS                   |
| 292485 | 2006 SZ399             | 18 de setembre de 2006 | Kitt Peak            | Spacewatch            |
| 292486 | 2006 SK400             | 19 de setembre de 2006 | Catalina             | CSS                   |
| 292487 | 2006 SB401             | 26 de setembre de 2006 | Mount Lemmon         | Mt. Lemmon Survey     |
| 292488 | 2006 SJ401             | 27 de setembre de 2006 | Mount Lemmon         | Mt. Lemmon Survey     |
| 292489 | 2006 SV401             | 28 de setembre de 2006 | Mount Lemmon         | Mt. Lemmon Survey     |
| 292490 | 2006 SH406             | 24 de setembre de 2006 | Moletai              | Moletai               |
| 292491 | 2006 SK406             | 28 de setembre de 2006 | Kitt Peak            | Spacewatch            |
| 292492 | 2006 SZ406             | 26 de setembre de 2006 | Catalina             | CSS                   |
| 292493 | 2006 SS410             | 18 de setembre de 2006 | Kitt Peak            | Spacewatch            |
| 292494 | 2006 SM412             | 28 de setembre de 2006 | Catalina             | CSS                   |
| 292495 | 2006 SP413             | 30 de setembre de 2006 | Catalina             | CSS                   |
| 292496 | 2006 TU4               | 2 d'octubre de 2006    | Mount Lemmon         | Mt. Lemmon Survey     |
| 292497 | 2006 TX7               | 12 d'octubre de 2006   | Kanab                | E. Sheridan           |
| 292498 | 2006 TQ9               | 1 d'octubre de 2006    | Piszkesteto          | K. Sarneczky          |
| 292499 | 2006 TQ10              | 14 d'octubre de 2006   | Piszkesteto          | K. Sarneczky, Z. Kuli |
| 292500 | 2006 TB13              | 10 d'octubre de 2006   | Palomar              | NEAT                  |

## 292501-292600
| Nom    | Designació provisional | Data de descobriment | Lloc de descobriment | Descobridor/s                                       |
| ------ | ---------------------- | -------------------- | -------------------- | --------------------------------------------------- |
| 292501 | 2006 TO13              | 10 d'octubre de 2006 | Palomar              | NEAT                                                |
| 292502 | 2006 TW13              | 10 d'octubre de 2006 | Palomar              | NEAT                                                |
| 292503 | 2006 TD15              | 11 d'octubre de 2006 | Kitt Peak            | Spacewatch                                          |
| 292504 | 2006 TC16              | 11 d'octubre de 2006 | Kitt Peak            | Spacewatch                                          |
| 292505 | 2006 TJ17              | 11 d'octubre de 2006 | Kitt Peak            | Spacewatch                                          |
| 292506 | 2006 TW17              | 11 d'octubre de 2006 | Kitt Peak            | Spacewatch                                          |
| 292507 | 2006 TB18              | 11 d'octubre de 2006 | Kitt Peak            | Spacewatch                                          |
| 292508 | 2006 TP18              | 11 d'octubre de 2006 | Kitt Peak            | Spacewatch                                          |
| 292509 | 2006 TS20              | 11 d'octubre de 2006 | Kitt Peak            | Spacewatch                                          |
| 292510 | 2006 TP22              | 11 d'octubre de 2006 | Kitt Peak            | Spacewatch                                          |
| 292511 | 2006 TL24              | 12 d'octubre de 2006 | Kitt Peak            | Spacewatch                                          |
| 292512 | 2006 TS26              | 12 d'octubre de 2006 | Kitt Peak            | Spacewatch                                          |
| 292513 | 2006 TU27              | 12 d'octubre de 2006 | Kitt Peak            | Spacewatch                                          |
| 292514 | 2006 TU28              | 12 d'octubre de 2006 | Kitt Peak            | Spacewatch                                          |
| 292515 | 2006 TA31              | 12 d'octubre de 2006 | Kitt Peak            | Spacewatch                                          |
| 292516 | 2006 TN31              | 12 d'octubre de 2006 | Kitt Peak            | Spacewatch                                          |
| 292517 | 2006 TA32              | 12 d'octubre de 2006 | Kitt Peak            | Spacewatch                                          |
| 292518 | 2006 TL32              | 12 d'octubre de 2006 | Kitt Peak            | Spacewatch                                          |
| 292519 | 2006 TU32              | 12 d'octubre de 2006 | Kitt Peak            | Spacewatch                                          |
| 292520 | 2006 TH34              | 12 d'octubre de 2006 | Kitt Peak            | Spacewatch                                          |
| 292521 | 2006 TW35              | 12 d'octubre de 2006 | Kitt Peak            | Spacewatch                                          |
| 292522 | 2006 TH36              | 12 d'octubre de 2006 | Kitt Peak            | Spacewatch                                          |
| 292523 | 2006 TY36              | 12 d'octubre de 2006 | Kitt Peak            | Spacewatch                                          |
| 292524 | 2006 TZ36              | 12 d'octubre de 2006 | Kitt Peak            | Spacewatch                                          |
| 292525 | 2006 TM37              | 12 d'octubre de 2006 | Kitt Peak            | Spacewatch                                          |
| 292526 | 2006 TX37              | 12 d'octubre de 2006 | Kitt Peak            | Spacewatch                                          |
| 292527 | 2006 TD38              | 12 d'octubre de 2006 | Kitt Peak            | Spacewatch                                          |
| 292528 | 2006 TL39              | 12 d'octubre de 2006 | Kitt Peak            | Spacewatch                                          |
| 292529 | 2006 TD40              | 12 d'octubre de 2006 | Kitt Peak            | Spacewatch                                          |
| 292530 | 2006 TZ40              | 12 d'octubre de 2006 | Kitt Peak            | Spacewatch                                          |
| 292531 | 2006 TH41              | 12 d'octubre de 2006 | Kitt Peak            | Spacewatch                                          |
| 292532 | 2006 TO44              | 12 d'octubre de 2006 | Kitt Peak            | Spacewatch                                          |
| 292533 | 2006 TH45              | 12 d'octubre de 2006 | Kitt Peak            | Spacewatch                                          |
| 292534 | 2006 TR45              | 12 d'octubre de 2006 | Kitt Peak            | Spacewatch                                          |
| 292535 | 2006 TY45              | 12 d'octubre de 2006 | Kitt Peak            | Spacewatch                                          |
| 292536 | 2006 TN46              | 12 d'octubre de 2006 | Kitt Peak            | Spacewatch                                          |
| 292537 | 2006 TO46              | 12 d'octubre de 2006 | Kitt Peak            | Spacewatch                                          |
| 292538 | 2006 TU46              | 12 d'octubre de 2006 | Kitt Peak            | Spacewatch                                          |
| 292539 | 2006 TC47              | 12 d'octubre de 2006 | Kitt Peak            | Spacewatch                                          |
| 292540 | 2006 TV47              | 12 d'octubre de 2006 | Kitt Peak            | Spacewatch                                          |
| 292541 | 2006 TC48              | 12 d'octubre de 2006 | Kitt Peak            | Spacewatch                                          |
| 292542 | 2006 TH48              | 12 d'octubre de 2006 | Kitt Peak            | Spacewatch                                          |
| 292543 | 2006 TF50              | 12 d'octubre de 2006 | Palomar              | NEAT                                                |
| 292544 | 2006 TT53              | 12 d'octubre de 2006 | Kitt Peak            | Spacewatch                                          |
| 292545 | 2006 TQ54              | 12 d'octubre de 2006 | Palomar              | NEAT                                                |
| 292546 | 2006 TT54              | 12 d'octubre de 2006 | Palomar              | NEAT                                                |
| 292547 | 2006 TE55              | 12 d'octubre de 2006 | Palomar              | NEAT                                                |
| 292548 | 2006 TR55              | 12 d'octubre de 2006 | Palomar              | NEAT                                                |
| 292549 | 2006 TL60              | 13 d'octubre de 2006 | Kitt Peak            | Spacewatch                                          |
| 292550 | 2006 TV60              | 14 d'octubre de 2006 | Bergisch Gladbac     | W. Bickel                                           |
| 292551 | 2006 TR61              | 3 d'octubre de 2006  | Catalina             | CSS                                                 |
| 292552 | 2006 TF63              | 10 d'octubre de 2006 | Palomar              | NEAT                                                |
| 292553 | 2006 TJ64              | 11 d'octubre de 2006 | Palomar              | NEAT                                                |
| 292554 | 2006 TS65              | 11 d'octubre de 2006 | Palomar              | NEAT                                                |
| 292555 | 2006 TP66              | 11 d'octubre de 2006 | Palomar              | NEAT                                                |
| 292556 | 2006 TX66              | 11 d'octubre de 2006 | Palomar              | NEAT                                                |
| 292557 | 2006 TF67              | 11 d'octubre de 2006 | Palomar              | NEAT                                                |
| 292558 | 2006 TP69              | 11 d'octubre de 2006 | Palomar              | NEAT                                                |
| 292559 | 2006 TY69              | 11 d'octubre de 2006 | Palomar              | NEAT                                                |
| 292560 | 2006 TR70              | 11 d'octubre de 2006 | Palomar              | NEAT                                                |
| 292561 | 2006 TT70              | 11 d'octubre de 2006 | Palomar              | NEAT                                                |
| 292562 | 2006 TF71              | 11 d'octubre de 2006 | Palomar              | NEAT                                                |
| 292563 | 2006 TG71              | 11 d'octubre de 2006 | Palomar              | NEAT                                                |
| 292564 | 2006 TL71              | 11 d'octubre de 2006 | Palomar              | NEAT                                                |
| 292565 | 2006 TJ73              | 11 d'octubre de 2006 | Palomar              | NEAT                                                |
| 292566 | 2006 TO75              | 11 d'octubre de 2006 | Palomar              | NEAT                                                |
| 292567 | 2006 TJ76              | 11 d'octubre de 2006 | Palomar              | NEAT                                                |
| 292568 | 2006 TT76              | 11 d'octubre de 2006 | Palomar              | NEAT                                                |
| 292569 | 2006 TX76              | 11 d'octubre de 2006 | Palomar              | NEAT                                                |
| 292570 | 2006 TW78              | 12 d'octubre de 2006 | Palomar              | NEAT                                                |
| 292571 | 2006 TN79              | 13 d'octubre de 2006 | Kitt Peak            | Spacewatch                                          |
| 292572 | 2006 TH80              | 13 d'octubre de 2006 | Kitt Peak            | Spacewatch                                          |
| 292573 | 2006 TY80              | 13 d'octubre de 2006 | Kitt Peak            | Spacewatch                                          |
| 292574 | 2006 TC83              | 13 d'octubre de 2006 | Kitt Peak            | Spacewatch                                          |
| 292575 | 2006 TW84              | 13 d'octubre de 2006 | Kitt Peak            | Spacewatch                                          |
| 292576 | 2006 TD87              | 13 d'octubre de 2006 | Kitt Peak            | Spacewatch                                          |
| 292577 | 2006 TG87              | 13 d'octubre de 2006 | Kitt Peak            | Spacewatch                                          |
| 292578 | 2006 TU87              | 13 d'octubre de 2006 | Kitt Peak            | Spacewatch                                          |
| 292579 | 2006 TR89              | 13 d'octubre de 2006 | Kitt Peak            | Spacewatch                                          |
| 292580 | 2006 TX89              | 13 d'octubre de 2006 | Kitt Peak            | Spacewatch                                          |
| 292581 | 2006 TJ91              | 13 d'octubre de 2006 | Kitt Peak            | Spacewatch                                          |
| 292582 | 2006 TT91              | 13 d'octubre de 2006 | Kitt Peak            | Spacewatch                                          |
| 292583 | 2006 TT92              | 15 d'octubre de 2006 | Kitt Peak            | Spacewatch                                          |
| 292584 | 2006 TH94              | 15 d'octubre de 2006 | Catalina             | CSS                                                 |
| 292585 | 2006 TP95              | 11 d'octubre de 2006 | Palomar              | NEAT                                                |
| 292586 | 2006 TG97              | 13 d'octubre de 2006 | Kitt Peak            | Spacewatch                                          |
| 292587 | 2006 TT98              | 15 d'octubre de 2006 | Kitt Peak            | Spacewatch                                          |
| 292588 | 2006 TL99              | 15 d'octubre de 2006 | Kitt Peak            | Spacewatch                                          |
| 292589 | 2006 TC100             | 15 d'octubre de 2006 | Kitt Peak            | Spacewatch                                          |
| 292590 | 2006 TB101             | 15 d'octubre de 2006 | Kitt Peak            | Spacewatch                                          |
| 292591 | 2006 TQ101             | 15 d'octubre de 2006 | Kitt Peak            | Spacewatch                                          |
| 292592 | 2006 TW101             | 15 d'octubre de 2006 | Kitt Peak            | Spacewatch                                          |
| 292593 | 2006 TY101             | 15 d'octubre de 2006 | Kitt Peak            | Spacewatch                                          |
| 292594 | 2006 TL103             | 15 d'octubre de 2006 | Kitt Peak            | Spacewatch                                          |
| 292595 | 2006 TH104             | 15 d'octubre de 2006 | Kitt Peak            | Spacewatch                                          |
| 292596 | 2006 TN105             | 15 d'octubre de 2006 | Kitt Peak            | Spacewatch                                          |
| 292597 | 2006 TO106             | 15 d'octubre de 2006 | Catalina             | CSS                                                 |
| 292598 | 2006 TT106             | 15 d'octubre de 2006 | Lulin                | C.-S. Lin, Q.-z. Ye                                 |
| 292599 | 2006 TR107             | 12 d'octubre de 2006 | Siding Spring        | Siding Spring Survey                                |
| 292600 | 2006 TU107             | 11 d'octubre de 2006 | Apache Point         | Sloan Digital Sky Survey Linked Object Catalog team |

## 292601-292700
| Nom    | Designació provisional | Data de descobriment | Lloc de descobriment | Descobridor/s         |
| ------ | ---------------------- | -------------------- | -------------------- | --------------------- |
| 292601 | 2006 TX108             | 2 d'octubre de 2006  | Mount Lemmon         | Mt. Lemmon Survey     |
| 292602 | 2006 TZ108             | 2 d'octubre de 2006  | Catalina             | CSS                   |
| 292603 | 2006 TC109             | 2 d'octubre de 2006  | Mount Lemmon         | Mt. Lemmon Survey     |
| 292604 | 2006 TN109             | 4 d'octubre de 2006  | Mount Lemmon         | Mt. Lemmon Survey     |
| 292605 | 2006 TS111             | 1 d'octubre de 2006  | Apache Point         | A. C. Becker          |
| 292606 | 2006 TD115             | 1 d'octubre de 2006  | Apache Point         | A. C. Becker          |
| 292607 | 2006 TX115             | 2 d'octubre de 2006  | Apache Point         | A. C. Becker          |
| 292608 | 2006 TA117             | 3 d'octubre de 2006  | Apache Point         | A. C. Becker          |
| 292609 | 2006 TW120             | 12 d'octubre de 2006 | Apache Point         | A. C. Becker          |
| 292610 | 2006 TW121             | 4 d'octubre de 2006  | Mount Lemmon         | Mt. Lemmon Survey     |
| 292611 | 2006 TN124             | 3 d'octubre de 2006  | Mount Lemmon         | Mt. Lemmon Survey     |
| 292612 | 2006 TB128             | 13 d'octubre de 2006 | Kitt Peak            | Spacewatch            |
| 292613 | 2006 TL128             | 15 d'octubre de 2006 | Kitt Peak            | Spacewatch            |
| 292614 | 2006 TO129             | 2 d'octubre de 2006  | Mount Lemmon         | Mt. Lemmon Survey     |
| 292615 | 2006 UC1               | 16 d'octubre de 2006 | Altschwendt          | W. Ries               |
| 292616 | 2006 UE1               | 16 d'octubre de 2006 | Piszkesteto          | K. Sarneczky, Z. Kuli |
| 292617 | 2006 US2               | 16 d'octubre de 2006 | Mount Lemmon         | Mt. Lemmon Survey     |
| 292618 | 2006 UC3               | 16 d'octubre de 2006 | Catalina             | CSS                   |
| 292619 | 2006 UH5               | 16 d'octubre de 2006 | Catalina             | CSS                   |
| 292620 | 2006 UL6               | 16 d'octubre de 2006 | Catalina             | CSS                   |
| 292621 | 2006 UD7               | 16 d'octubre de 2006 | Catalina             | CSS                   |
| 292622 | 2006 UN7               | 16 d'octubre de 2006 | Catalina             | CSS                   |
| 292623 | 2006 UD9               | 16 d'octubre de 2006 | Catalina             | CSS                   |
| 292624 | 2006 UG9               | 16 d'octubre de 2006 | Catalina             | CSS                   |
| 292625 | 2006 UH18              | 16 d'octubre de 2006 | Bergisch Gladbac     | W. Bickel             |
| 292626 | 2006 UP19              | 16 d'octubre de 2006 | Kitt Peak            | Spacewatch            |
| 292627 | 2006 UW19              | 16 d'octubre de 2006 | Kitt Peak            | Spacewatch            |
| 292628 | 2006 UL20              | 16 d'octubre de 2006 | Kitt Peak            | Spacewatch            |
| 292629 | 2006 UQ21              | 16 d'octubre de 2006 | Kitt Peak            | Spacewatch            |
| 292630 | 2006 UD23              | 16 d'octubre de 2006 | Calvin-Rehoboth      | L. A. Molnar          |
| 292631 | 2006 UZ23              | 16 d'octubre de 2006 | Kitt Peak            | Spacewatch            |
| 292632 | 2006 UR24              | 16 d'octubre de 2006 | Kitt Peak            | Spacewatch            |
| 292633 | 2006 UL25              | 16 d'octubre de 2006 | Kitt Peak            | Spacewatch            |
| 292634 | 2006 UB27              | 16 d'octubre de 2006 | Kitt Peak            | Spacewatch            |
| 292635 | 2006 UG27              | 16 d'octubre de 2006 | Kitt Peak            | Spacewatch            |
| 292636 | 2006 UM29              | 16 d'octubre de 2006 | Kitt Peak            | Spacewatch            |
| 292637 | 2006 UW29              | 16 d'octubre de 2006 | Kitt Peak            | Spacewatch            |
| 292638 | 2006 UC30              | 16 d'octubre de 2006 | Kitt Peak            | Spacewatch            |
| 292639 | 2006 UG33              | 16 d'octubre de 2006 | Kitt Peak            | Spacewatch            |
| 292640 | 2006 UZ34              | 16 d'octubre de 2006 | Kitt Peak            | Spacewatch            |
| 292641 | 2006 UZ35              | 16 d'octubre de 2006 | Kitt Peak            | Spacewatch            |
| 292642 | 2006 UT36              | 16 d'octubre de 2006 | Kitt Peak            | Spacewatch            |
| 292643 | 2006 UD37              | 16 d'octubre de 2006 | Kitt Peak            | Spacewatch            |
| 292644 | 2006 UB38              | 16 d'octubre de 2006 | Kitt Peak            | Spacewatch            |
| 292645 | 2006 UP38              | 16 d'octubre de 2006 | Kitt Peak            | Spacewatch            |
| 292646 | 2006 UT38              | 16 d'octubre de 2006 | Kitt Peak            | Spacewatch            |
| 292647 | 2006 UT39              | 16 d'octubre de 2006 | Kitt Peak            | Spacewatch            |
| 292648 | 2006 UB44              | 16 d'octubre de 2006 | Kitt Peak            | Spacewatch            |
| 292649 | 2006 UG45              | 16 d'octubre de 2006 | Kitt Peak            | Spacewatch            |
| 292650 | 2006 UZ50              | 17 d'octubre de 2006 | Mount Lemmon         | Mt. Lemmon Survey     |
| 292651 | 2006 UP51              | 17 d'octubre de 2006 | Kitt Peak            | Spacewatch            |
| 292652 | 2006 UR51              | 17 d'octubre de 2006 | Kitt Peak            | Spacewatch            |
| 292653 | 2006 UB52              | 17 d'octubre de 2006 | Mount Lemmon         | Mt. Lemmon Survey     |
| 292654 | 2006 UO52              | 17 d'octubre de 2006 | Catalina             | CSS                   |
| 292655 | 2006 UP52              | 17 d'octubre de 2006 | Catalina             | CSS                   |
| 292656 | 2006 UC53              | 17 d'octubre de 2006 | Mount Lemmon         | Mt. Lemmon Survey     |
| 292657 | 2006 UY53              | 17 d'octubre de 2006 | Mount Lemmon         | Mt. Lemmon Survey     |
| 292658 | 2006 UQ54              | 17 d'octubre de 2006 | Catalina             | CSS                   |
| 292659 | 2006 UK57              | 18 d'octubre de 2006 | Kitt Peak            | Spacewatch            |
| 292660 | 2006 UZ57              | 18 d'octubre de 2006 | Kitt Peak            | Spacewatch            |
| 292661 | 2006 UV58              | 19 d'octubre de 2006 | Mount Lemmon         | Mt. Lemmon Survey     |
| 292662 | 2006 UA60              | 19 d'octubre de 2006 | Catalina             | CSS                   |
| 292663 | 2006 UC62              | 21 d'octubre de 2006 | Desert Moon          | B. L. Stevens         |
| 292664 | 2006 UL65              | 16 d'octubre de 2006 | Mount Lemmon         | Mt. Lemmon Survey     |
| 292665 | 2006 UO66              | 16 d'octubre de 2006 | Kitt Peak            | Spacewatch            |
| 292666 | 2006 UY66              | 16 d'octubre de 2006 | Mount Lemmon         | Mt. Lemmon Survey     |
| 292667 | 2006 UD69              | 16 d'octubre de 2006 | Catalina             | CSS                   |
| 292668 | 2006 UX69              | 16 d'octubre de 2006 | Catalina             | CSS                   |
| 292669 | 2006 UM74              | 17 d'octubre de 2006 | Kitt Peak            | Spacewatch            |
| 292670 | 2006 UA75              | 17 d'octubre de 2006 | Kitt Peak            | Spacewatch            |
| 292671 | 2006 UK75              | 17 d'octubre de 2006 | Mount Lemmon         | Mt. Lemmon Survey     |
| 292672 | 2006 UT76              | 17 d'octubre de 2006 | Kitt Peak            | Spacewatch            |
| 292673 | 2006 UK78              | 17 d'octubre de 2006 | Kitt Peak            | Spacewatch            |
| 292674 | 2006 UM79              | 17 d'octubre de 2006 | Kitt Peak            | Spacewatch            |
| 292675 | 2006 UB81              | 17 d'octubre de 2006 | Kitt Peak            | Spacewatch            |
| 292676 | 2006 UK83              | 17 d'octubre de 2006 | Mount Lemmon         | Mt. Lemmon Survey     |
| 292677 | 2006 US83              | 17 d'octubre de 2006 | Kitt Peak            | Spacewatch            |
| 292678 | 2006 UF84              | 17 d'octubre de 2006 | Mount Lemmon         | Mt. Lemmon Survey     |
| 292679 | 2006 UR84              | 17 d'octubre de 2006 | Kitt Peak            | Spacewatch            |
| 292680 | 2006 UR89              | 17 d'octubre de 2006 | Kitt Peak            | Spacewatch            |
| 292681 | 2006 UO90              | 17 d'octubre de 2006 | Kitt Peak            | Spacewatch            |
| 292682 | 2006 UN92              | 18 d'octubre de 2006 | Kitt Peak            | Spacewatch            |
| 292683 | 2006 UB93              | 18 d'octubre de 2006 | Kitt Peak            | Spacewatch            |
| 292684 | 2006 UW93              | 18 d'octubre de 2006 | Kitt Peak            | Spacewatch            |
| 292685 | 2006 UL94              | 18 d'octubre de 2006 | Kitt Peak            | Spacewatch            |
| 292686 | 2006 UV96              | 18 d'octubre de 2006 | Kitt Peak            | Spacewatch            |
| 292687 | 2006 UG97              | 18 d'octubre de 2006 | Kitt Peak            | Spacewatch            |
| 292688 | 2006 UM97              | 18 d'octubre de 2006 | Kitt Peak            | Spacewatch            |
| 292689 | 2006 UB98              | 18 d'octubre de 2006 | Kitt Peak            | Spacewatch            |
| 292690 | 2006 UO98              | 18 d'octubre de 2006 | Kitt Peak            | Spacewatch            |
| 292691 | 2006 UB99              | 18 d'octubre de 2006 | Kitt Peak            | Spacewatch            |
| 292692 | 2006 UL99              | 18 d'octubre de 2006 | Kitt Peak            | Spacewatch            |
| 292693 | 2006 UZ110             | 19 d'octubre de 2006 | Kitt Peak            | Spacewatch            |
| 292694 | 2006 UB111             | 19 d'octubre de 2006 | Kitt Peak            | Spacewatch            |
| 292695 | 2006 UZ113             | 19 d'octubre de 2006 | Kitt Peak            | Spacewatch            |
| 292696 | 2006 UD117             | 19 d'octubre de 2006 | Kitt Peak            | Spacewatch            |
| 292697 | 2006 UW117             | 19 d'octubre de 2006 | Kitt Peak            | Spacewatch            |
| 292698 | 2006 UE121             | 19 d'octubre de 2006 | Kitt Peak            | Spacewatch            |
| 292699 | 2006 UF121             | 19 d'octubre de 2006 | Kitt Peak            | Spacewatch            |
| 292700 | 2006 UV121             | 19 d'octubre de 2006 | Kitt Peak            | Spacewatch            |

## 292701-292800
| Nom    | Designació provisional | Data de descobriment | Lloc de descobriment | Descobridor/s     |
| ------ | ---------------------- | -------------------- | -------------------- | ----------------- |
| 292701 | 2006 UZ121             | 19 d'octubre de 2006 | Kitt Peak            | Spacewatch        |
| 292702 | 2006 UK122             | 19 d'octubre de 2006 | Kitt Peak            | Spacewatch        |
| 292703 | 2006 UE123             | 19 d'octubre de 2006 | Kitt Peak            | Spacewatch        |
| 292704 | 2006 UW123             | 19 d'octubre de 2006 | Kitt Peak            | Spacewatch        |
| 292705 | 2006 US124             | 19 d'octubre de 2006 | Mount Lemmon         | Mt. Lemmon Survey |
| 292706 | 2006 UU124             | 19 d'octubre de 2006 | Mount Lemmon         | Mt. Lemmon Survey |
| 292707 | 2006 UJ126             | 19 d'octubre de 2006 | Kitt Peak            | Spacewatch        |
| 292708 | 2006 UC127             | 19 d'octubre de 2006 | Kitt Peak            | Spacewatch        |
| 292709 | 2006 UM127             | 19 d'octubre de 2006 | Kitt Peak            | Spacewatch        |
| 292710 | 2006 US127             | 19 d'octubre de 2006 | Catalina             | CSS               |
| 292711 | 2006 UD128             | 19 d'octubre de 2006 | Kitt Peak            | Spacewatch        |
| 292712 | 2006 UJ128             | 19 d'octubre de 2006 | Kitt Peak            | Spacewatch        |
| 292713 | 2006 UD130             | 19 d'octubre de 2006 | Kitt Peak            | Spacewatch        |
| 292714 | 2006 UU130             | 19 d'octubre de 2006 | Kitt Peak            | Spacewatch        |
| 292715 | 2006 UJ132             | 19 d'octubre de 2006 | Catalina             | CSS               |
| 292716 | 2006 UU133             | 19 d'octubre de 2006 | Kitt Peak            | Spacewatch        |
| 292717 | 2006 UC135             | 19 d'octubre de 2006 | Kitt Peak            | Spacewatch        |
| 292718 | 2006 UP136             | 19 d'octubre de 2006 | Mount Lemmon         | Mt. Lemmon Survey |
| 292719 | 2006 UH137             | 19 d'octubre de 2006 | Mount Lemmon         | Mt. Lemmon Survey |
| 292720 | 2006 UK138             | 19 d'octubre de 2006 | Kitt Peak            | Spacewatch        |
| 292721 | 2006 UL138             | 19 d'octubre de 2006 | Kitt Peak            | Spacewatch        |
| 292722 | 2006 UK139             | 19 d'octubre de 2006 | Kitt Peak            | Spacewatch        |
| 292723 | 2006 UP140             | 19 d'octubre de 2006 | Kitt Peak            | Spacewatch        |
| 292724 | 2006 UX140             | 19 d'octubre de 2006 | Kitt Peak            | Spacewatch        |
| 292725 | 2006 UH141             | 19 d'octubre de 2006 | Mount Lemmon         | Mt. Lemmon Survey |
| 292726 | 2006 UY141             | 19 d'octubre de 2006 | Kitt Peak            | Spacewatch        |
| 292727 | 2006 UV142             | 19 d'octubre de 2006 | Kitt Peak            | Spacewatch        |
| 292728 | 2006 US143             | 19 d'octubre de 2006 | Kitt Peak            | Spacewatch        |
| 292729 | 2006 UU143             | 19 d'octubre de 2006 | Palomar              | NEAT              |
| 292730 | 2006 US153             | 21 d'octubre de 2006 | Kitt Peak            | Spacewatch        |
| 292731 | 2006 UH155             | 21 d'octubre de 2006 | Catalina             | CSS               |
| 292732 | 2006 UY155             | 21 d'octubre de 2006 | Mount Lemmon         | Mt. Lemmon Survey |
| 292733 | 2006 UG156             | 21 d'octubre de 2006 | Mount Lemmon         | Mt. Lemmon Survey |
| 292734 | 2006 UM157             | 21 d'octubre de 2006 | Mount Lemmon         | Mt. Lemmon Survey |
| 292735 | 2006 UO162             | 21 d'octubre de 2006 | Mount Lemmon         | Mt. Lemmon Survey |
| 292736 | 2006 UL164             | 21 d'octubre de 2006 | Mount Lemmon         | Mt. Lemmon Survey |
| 292737 | 2006 UG167             | 21 d'octubre de 2006 | Mount Lemmon         | Mt. Lemmon Survey |
| 292738 | 2006 UM171             | 21 d'octubre de 2006 | Mount Lemmon         | Mt. Lemmon Survey |
| 292739 | 2006 UR171             | 21 d'octubre de 2006 | Mount Lemmon         | Mt. Lemmon Survey |
| 292740 | 2006 UV171             | 21 d'octubre de 2006 | Mount Lemmon         | Mt. Lemmon Survey |
| 292741 | 2006 UH172             | 21 d'octubre de 2006 | Mount Lemmon         | Mt. Lemmon Survey |
| 292742 | 2006 UV172             | 22 d'octubre de 2006 | Kitt Peak            | Spacewatch        |
| 292743 | 2006 UO173             | 22 d'octubre de 2006 | Mount Lemmon         | Mt. Lemmon Survey |
| 292744 | 2006 UP173             | 22 d'octubre de 2006 | Mount Lemmon         | Mt. Lemmon Survey |
| 292745 | 2006 UN174             | 19 d'octubre de 2006 | Catalina             | CSS               |
| 292746 | 2006 UU174             | 16 d'octubre de 2006 | Bergisch Gladbac     | W. Bickel         |
| 292747 | 2006 UD175             | 16 d'octubre de 2006 | Catalina             | CSS               |
| 292748 | 2006 UG176             | 16 d'octubre de 2006 | Catalina             | CSS               |
| 292749 | 2006 UX176             | 16 d'octubre de 2006 | Catalina             | CSS               |
| 292750 | 2006 UT177             | 16 d'octubre de 2006 | Catalina             | CSS               |
| 292751 | 2006 UE178             | 16 d'octubre de 2006 | Catalina             | CSS               |
| 292752 | 2006 UH179             | 16 d'octubre de 2006 | Catalina             | CSS               |
| 292753 | 2006 UJ183             | 17 d'octubre de 2006 | Catalina             | CSS               |
| 292754 | 2006 UH184             | 19 d'octubre de 2006 | Palomar              | NEAT              |
| 292755 | 2006 UU185             | 17 d'octubre de 2006 | Catalina             | CSS               |
| 292756 | 2006 UV185             | 17 d'octubre de 2006 | Catalina             | CSS               |
| 292757 | 2006 UX185             | 17 d'octubre de 2006 | Catalina             | CSS               |
| 292758 | 2006 UH186             | 17 d'octubre de 2006 | Catalina             | CSS               |
| 292759 | 2006 UO186             | 17 d'octubre de 2006 | Catalina             | CSS               |
| 292760 | 2006 UQ186             | 17 d'octubre de 2006 | Kitt Peak            | Spacewatch        |
| 292761 | 2006 UB188             | 19 d'octubre de 2006 | Catalina             | CSS               |
| 292762 | 2006 UO191             | 19 d'octubre de 2006 | Catalina             | CSS               |
| 292763 | 2006 UC192             | 19 d'octubre de 2006 | Catalina             | CSS               |
| 292764 | 2006 UE192             | 19 d'octubre de 2006 | Catalina             | CSS               |
| 292765 | 2006 UR192             | 19 d'octubre de 2006 | Catalina             | CSS               |
| 292766 | 2006 UX193             | 20 d'octubre de 2006 | Kitt Peak            | Spacewatch        |
| 292767 | 2006 UL199             | 20 d'octubre de 2006 | Kitt Peak            | Spacewatch        |
| 292768 | 2006 UQ199             | 21 d'octubre de 2006 | Catalina             | CSS               |
| 292769 | 2006 UA201             | 21 d'octubre de 2006 | Kitt Peak            | Spacewatch        |
| 292770 | 2006 UU203             | 22 d'octubre de 2006 | Palomar              | NEAT              |
| 292771 | 2006 UL204             | 22 d'octubre de 2006 | Kitt Peak            | Spacewatch        |
| 292772 | 2006 UR204             | 22 d'octubre de 2006 | Palomar              | NEAT              |
| 292773 | 2006 UH205             | 23 d'octubre de 2006 | Kitt Peak            | Spacewatch        |
| 292774 | 2006 UA209             | 23 d'octubre de 2006 | Kitt Peak            | Spacewatch        |
| 292775 | 2006 UB211             | 23 d'octubre de 2006 | Kitt Peak            | Spacewatch        |
| 292776 | 2006 UM211             | 23 d'octubre de 2006 | Kitt Peak            | Spacewatch        |
| 292777 | 2006 UE213             | 23 d'octubre de 2006 | Kitt Peak            | Spacewatch        |
| 292778 | 2006 UB214             | 23 d'octubre de 2006 | Kitt Peak            | Spacewatch        |
| 292779 | 2006 UB215             | 26 d'octubre de 2006 | Kitami               | K. Endate         |
| 292780 | 2006 UH215             | 27 d'octubre de 2006 | Calvin-Rehoboth      | L. A. Molnar      |
| 292781 | 2006 UU215             | 27 d'octubre de 2006 | Mount Lemmon         | Mt. Lemmon Survey |
| 292782 | 2006 US218             | 16 d'octubre de 2006 | Kitt Peak            | Spacewatch        |
| 292783 | 2006 UU218             | 16 d'octubre de 2006 | Catalina             | CSS               |
| 292784 | 2006 UM219             | 16 d'octubre de 2006 | Kitt Peak            | Spacewatch        |
| 292785 | 2006 UO220             | 17 d'octubre de 2006 | Kitt Peak            | Spacewatch        |
| 292786 | 2006 UE222             | 17 d'octubre de 2006 | Catalina             | CSS               |
| 292787 | 2006 UM222             | 17 d'octubre de 2006 | Catalina             | CSS               |
| 292788 | 2006 UE223             | 17 d'octubre de 2006 | Catalina             | CSS               |
| 292789 | 2006 UJ223             | 17 d'octubre de 2006 | Catalina             | CSS               |
| 292790 | 2006 UF224             | 19 d'octubre de 2006 | Palomar              | NEAT              |
| 292791 | 2006 UH225             | 19 d'octubre de 2006 | Catalina             | CSS               |
| 292792 | 2006 UK225             | 19 d'octubre de 2006 | Kitt Peak            | Spacewatch        |
| 292793 | 2006 UC226             | 20 d'octubre de 2006 | Kitt Peak            | Spacewatch        |
| 292794 | 2006 UF228             | 20 d'octubre de 2006 | Kitt Peak            | Spacewatch        |
| 292795 | 2006 UO228             | 20 d'octubre de 2006 | Palomar              | NEAT              |
| 292796 | 2006 UV228             | 20 d'octubre de 2006 | Palomar              | NEAT              |
| 292797 | 2006 UX232             | 21 d'octubre de 2006 | Palomar              | NEAT              |
| 292798 | 2006 US233             | 22 d'octubre de 2006 | Mount Lemmon         | Mt. Lemmon Survey |
| 292799 | 2006 UE234             | 22 d'octubre de 2006 | Kitt Peak            | Spacewatch        |
| 292800 | 2006 UJ237             | 23 d'octubre de 2006 | Kitt Peak            | Spacewatch        |

## 292801-292900
| Nom    | Designació provisional | Data de descobriment   | Lloc de descobriment | Descobridor/s       |
| ------ | ---------------------- | ---------------------- | -------------------- | ------------------- |
| 292801 | 2006 UA241             | 23 d'octubre de 2006   | Mount Lemmon         | Mt. Lemmon Survey   |
| 292802 | 2006 UK242             | 27 d'octubre de 2006   | Kitt Peak            | Spacewatch          |
| 292803 | 2006 UE243             | 27 d'octubre de 2006   | Mount Lemmon         | Mt. Lemmon Survey   |
| 292804 | 2006 UO243             | 27 d'octubre de 2006   | Mount Lemmon         | Mt. Lemmon Survey   |
| 292805 | 2006 US244             | 27 d'octubre de 2006   | Mount Lemmon         | Mt. Lemmon Survey   |
| 292806 | 2006 US246             | 27 d'octubre de 2006   | Mount Lemmon         | Mt. Lemmon Survey   |
| 292807 | 2006 UK248             | 27 d'octubre de 2006   | Mount Lemmon         | Mt. Lemmon Survey   |
| 292808 | 2006 UX248             | 27 d'octubre de 2006   | Mount Lemmon         | Mt. Lemmon Survey   |
| 292809 | 2006 UK250             | 27 d'octubre de 2006   | Mount Lemmon         | Mt. Lemmon Survey   |
| 292810 | 2006 UA251             | 27 d'octubre de 2006   | Mount Lemmon         | Mt. Lemmon Survey   |
| 292811 | 2006 UY252             | 27 d'octubre de 2006   | Mount Lemmon         | Mt. Lemmon Survey   |
| 292812 | 2006 UJ253             | 27 d'octubre de 2006   | Mount Lemmon         | Mt. Lemmon Survey   |
| 292813 | 2006 UP254             | 27 d'octubre de 2006   | Mount Lemmon         | Mt. Lemmon Survey   |
| 292814 | 2006 UT254             | 27 d'octubre de 2006   | Mount Lemmon         | Mt. Lemmon Survey   |
| 292815 | 2006 UX254             | 27 d'octubre de 2006   | Mount Lemmon         | Mt. Lemmon Survey   |
| 292816 | 2006 UZ254             | 27 d'octubre de 2006   | Mount Lemmon         | Mt. Lemmon Survey   |
| 292817 | 2006 UH255             | 27 d'octubre de 2006   | Mount Lemmon         | Mt. Lemmon Survey   |
| 292818 | 2006 UR257             | 28 d'octubre de 2006   | Mount Lemmon         | Mt. Lemmon Survey   |
| 292819 | 2006 UG261             | 28 d'octubre de 2006   | Catalina             | CSS                 |
| 292820 | 2006 UF262             | 28 d'octubre de 2006   | Mount Lemmon         | Mt. Lemmon Survey   |
| 292821 | 2006 UC265             | 27 d'octubre de 2006   | Mount Lemmon         | Mt. Lemmon Survey   |
| 292822 | 2006 UU266             | 27 d'octubre de 2006   | Kitt Peak            | Spacewatch          |
| 292823 | 2006 UQ269             | 27 d'octubre de 2006   | Kitt Peak            | Spacewatch          |
| 292824 | 2006 UV270             | 27 d'octubre de 2006   | Mount Lemmon         | Mt. Lemmon Survey   |
| 292825 | 2006 UM271             | 27 d'octubre de 2006   | Mount Lemmon         | Mt. Lemmon Survey   |
| 292826 | 2006 UW272             | 27 d'octubre de 2006   | Kitt Peak            | Spacewatch          |
| 292827 | 2006 UZ272             | 27 d'octubre de 2006   | Kitt Peak            | Spacewatch          |
| 292828 | 2006 UG273             | 27 d'octubre de 2006   | Kitt Peak            | Spacewatch          |
| 292829 | 2006 UB274             | 27 d'octubre de 2006   | Kitt Peak            | Spacewatch          |
| 292830 | 2006 UH275             | 28 d'octubre de 2006   | Kitt Peak            | Spacewatch          |
| 292831 | 2006 UA276             | 28 d'octubre de 2006   | Kitt Peak            | Spacewatch          |
| 292832 | 2006 UH281             | 28 d'octubre de 2006   | Mount Lemmon         | Mt. Lemmon Survey   |
| 292833 | 2006 UP281             | 28 d'octubre de 2006   | Mount Lemmon         | Mt. Lemmon Survey   |
| 292834 | 2006 UV281             | 28 d'octubre de 2006   | Mount Lemmon         | Mt. Lemmon Survey   |
| 292835 | 2006 UW282             | 28 d'octubre de 2006   | Kitt Peak            | Spacewatch          |
| 292836 | 2006 UG283             | 28 d'octubre de 2006   | Kitt Peak            | Spacewatch          |
| 292837 | 2006 UH283             | 28 d'octubre de 2006   | Kitt Peak            | Spacewatch          |
| 292838 | 2006 UN284             | 28 d'octubre de 2006   | Kitt Peak            | Spacewatch          |
| 292839 | 2006 UH285             | 28 d'octubre de 2006   | Mount Lemmon         | Mt. Lemmon Survey   |
| 292840 | 2006 UB289             | 31 d'octubre de 2006   | Kitt Peak            | Spacewatch          |
| 292841 | 2006 UA290             | 31 d'octubre de 2006   | Kitt Peak            | Spacewatch          |
| 292842 | 2006 UD295             | 19 d'octubre de 2006   | Kitt Peak            | M. W. Buie          |
| 292843 | 2006 UC299             | 19 d'octubre de 2006   | Kitt Peak            | M. W. Buie          |
| 292844 | 2006 UY300             | 19 d'octubre de 2006   | Kitt Peak            | M. W. Buie          |
| 292845 | 2006 UX325             | 20 d'octubre de 2006   | Kitt Peak            | M. W. Buie          |
| 292846 | 2006 UP327             | 28 d'octubre de 2006   | Mount Lemmon         | Mt. Lemmon Survey   |
| 292847 | 2006 UP328             | 19 d'octubre de 2006   | Kitt Peak            | Spacewatch          |
| 292848 | 2006 UZ328             | 21 d'octubre de 2006   | Mount Lemmon         | Mt. Lemmon Survey   |
| 292849 | 2006 UG329             | 22 d'octubre de 2006   | Kitt Peak            | Spacewatch          |
| 292850 | 2006 UZ329             | 22 d'octubre de 2006   | Mount Lemmon         | Mt. Lemmon Survey   |
| 292851 | 2006 UL332             | 21 d'octubre de 2006   | Apache Point         | A. C. Becker        |
| 292852 | 2006 US334             | 20 d'octubre de 2006   | Mount Lemmon         | Mt. Lemmon Survey   |
| 292853 | 2006 UY334             | 21 d'octubre de 2006   | Kitt Peak            | Spacewatch          |
| 292854 | 2006 UN338             | 28 d'octubre de 2006   | Mount Lemmon         | Mt. Lemmon Survey   |
| 292855 | 2006 UQ338             | 31 d'octubre de 2006   | Mount Lemmon         | Mt. Lemmon Survey   |
| 292856 | 2006 UE341             | 26 d'octubre de 2006   | Mauna Kea            | P. A. Wiegert       |
| 292857 | 2006 US358             | 18 d'octubre de 2006   | Kitt Peak            | Spacewatch          |
| 292858 | 2006 UW360             | 23 d'octubre de 2006   | Mount Lemmon         | Mt. Lemmon Survey   |
| 292859 | 2006 UK361             | 22 d'octubre de 2006   | Catalina             | CSS                 |
| 292860 | 2006 VW                | 1 de novembre de 2006  | Mount Lemmon         | Mt. Lemmon Survey   |
| 292861 | 2006 VZ                | 1 de novembre de 2006  | Kitt Peak            | Spacewatch          |
| 292862 | 2006 VM1               | 1 de novembre de 2006  | Mount Lemmon         | Mt. Lemmon Survey   |
| 292863 | 2006 VQ2               | 3 de novembre de 2006  | Charleston           | Charleston          |
| 292864 | 2006 VJ3               | 9 de novembre de 2006  | Kitt Peak            | Spacewatch          |
| 292865 | 2006 VR3               | 9 de novembre de 2006  | Kitt Peak            | Spacewatch          |
| 292866 | 2006 VY3               | 9 de novembre de 2006  | Kitt Peak            | Spacewatch          |
| 292867 | 2006 VU4               | 9 de novembre de 2006  | Lulin                | H.-C. Lin, Q.-z. Ye |
| 292868 | 2006 VA6               | 10 de novembre de 2006 | Kitt Peak            | Spacewatch          |
| 292869 | 2006 VB6               | 10 de novembre de 2006 | Kitt Peak            | Spacewatch          |
| 292870 | 2006 VF8               | 11 de novembre de 2006 | Kitt Peak            | Spacewatch          |
| 292871 | 2006 VC12              | 11 de novembre de 2006 | Mount Lemmon         | Mt. Lemmon Survey   |
| 292872 | 2006 VV12              | 12 de novembre de 2006 | Vallemare Borbon     | V. S. Casulli       |
| 292873 | 2006 VV14              | 9 de novembre de 2006  | Kitt Peak            | Spacewatch          |
| 292874 | 2006 VE15              | 9 de novembre de 2006  | Kitt Peak            | Spacewatch          |
| 292875 | 2006 VD16              | 9 de novembre de 2006  | Kitt Peak            | Spacewatch          |
| 292876 | 2006 VH18              | 9 de novembre de 2006  | Kitt Peak            | Spacewatch          |
| 292877 | 2006 VZ18              | 9 de novembre de 2006  | Kitt Peak            | Spacewatch          |
| 292878 | 2006 VY19              | 9 de novembre de 2006  | Kitt Peak            | Spacewatch          |
| 292879 | 2006 VG20              | 9 de novembre de 2006  | Kitt Peak            | Spacewatch          |
| 292880 | 2006 VB21              | 9 de novembre de 2006  | Lulin                | H.-C. Lin, Q.-z. Ye |
| 292881 | 2006 VX23              | 10 de novembre de 2006 | Kitt Peak            | Spacewatch          |
| 292882 | 2006 VN24              | 10 de novembre de 2006 | Kitt Peak            | Spacewatch          |
| 292883 | 2006 VS24              | 10 de novembre de 2006 | Kitt Peak            | Spacewatch          |
| 292884 | 2006 VZ25              | 10 de novembre de 2006 | Kitt Peak            | Spacewatch          |
| 292885 | 2006 VT27              | 10 de novembre de 2006 | Kitt Peak            | Spacewatch          |
| 292886 | 2006 VV27              | 10 de novembre de 2006 | Kitt Peak            | Spacewatch          |
| 292887 | 2006 VU29              | 10 de novembre de 2006 | Kitt Peak            | Spacewatch          |
| 292888 | 2006 VU30              | 10 de novembre de 2006 | Kitt Peak            | Spacewatch          |
| 292889 | 2006 VK31              | 11 de novembre de 2006 | Kitt Peak            | Spacewatch          |
| 292890 | 2006 VG33              | 11 de novembre de 2006 | Mount Lemmon         | Mt. Lemmon Survey   |
| 292891 | 2006 VQ34              | 11 de novembre de 2006 | Catalina             | CSS                 |
| 292892 | 2006 VH35              | 11 de novembre de 2006 | Mount Lemmon         | Mt. Lemmon Survey   |
| 292893 | 2006 VT36              | 11 de novembre de 2006 | Catalina             | CSS                 |
| 292894 | 2006 VN38              | 12 de novembre de 2006 | Mount Lemmon         | Mt. Lemmon Survey   |
| 292895 | 2006 VQ38              | 12 de novembre de 2006 | Mount Lemmon         | Mt. Lemmon Survey   |
| 292896 | 2006 VJ40              | 12 de novembre de 2006 | Mount Lemmon         | Mt. Lemmon Survey   |
| 292897 | 2006 VF41              | 12 de novembre de 2006 | Mount Lemmon         | Mt. Lemmon Survey   |
| 292898 | 2006 VH41              | 12 de novembre de 2006 | Mount Lemmon         | Mt. Lemmon Survey   |
| 292899 | 2006 VQ41              | 12 de novembre de 2006 | Mount Lemmon         | Mt. Lemmon Survey   |
| 292900 | 2006 VU41              | 12 de novembre de 2006 | Mount Lemmon         | Mt. Lemmon Survey   |

## 292901-293000
| Nom    | Designació provisional | Data de descobriment   | Lloc de descobriment | Descobridor/s       |
| ------ | ---------------------- | ---------------------- | -------------------- | ------------------- |
| 292901 | 2006 VE42              | 12 de novembre de 2006 | Mount Lemmon         | Mt. Lemmon Survey   |
| 292902 | 2006 VN43              | 13 de novembre de 2006 | Catalina             | CSS                 |
| 292903 | 2006 VH44              | 13 de novembre de 2006 | Catalina             | CSS                 |
| 292904 | 2006 VH46              | 9 de novembre de 2006  | Kitt Peak            | Spacewatch          |
| 292905 | 2006 VP48              | 10 de novembre de 2006 | Socorro              | LINEAR              |
| 292906 | 2006 VG49              | 10 de novembre de 2006 | Kitt Peak            | Spacewatch          |
| 292907 | 2006 VD50              | 10 de novembre de 2006 | Kitt Peak            | Spacewatch          |
| 292908 | 2006 VM51              | 10 de novembre de 2006 | Kitt Peak            | Spacewatch          |
| 292909 | 2006 VX51              | 11 de novembre de 2006 | Kitt Peak            | Spacewatch          |
| 292910 | 2006 VV53              | 11 de novembre de 2006 | Kitt Peak            | Spacewatch          |
| 292911 | 2006 VB55              | 11 de novembre de 2006 | Kitt Peak            | Spacewatch          |
| 292912 | 2006 VJ56              | 11 de novembre de 2006 | Kitt Peak            | Spacewatch          |
| 292913 | 2006 VM56              | 11 de novembre de 2006 | Kitt Peak            | Spacewatch          |
| 292914 | 2006 VS56              | 11 de novembre de 2006 | Kitt Peak            | Spacewatch          |
| 292915 | 2006 VP60              | 11 de novembre de 2006 | Mount Lemmon         | Mt. Lemmon Survey   |
| 292916 | 2006 VS61              | 11 de novembre de 2006 | Kitt Peak            | Spacewatch          |
| 292917 | 2006 VD62              | 11 de novembre de 2006 | Kitt Peak            | Spacewatch          |
| 292918 | 2006 VQ62              | 11 de novembre de 2006 | Kitt Peak            | Spacewatch          |
| 292919 | 2006 VV62              | 11 de novembre de 2006 | Kitt Peak            | Spacewatch          |
| 292920 | 2006 VB63              | 11 de novembre de 2006 | Kitt Peak            | Spacewatch          |
| 292921 | 2006 VK63              | 11 de novembre de 2006 | Kitt Peak            | Spacewatch          |
| 292922 | 2006 VA65              | 11 de novembre de 2006 | Kitt Peak            | Spacewatch          |
| 292923 | 2006 VG65              | 11 de novembre de 2006 | Kitt Peak            | Spacewatch          |
| 292924 | 2006 VN65              | 11 de novembre de 2006 | Kitt Peak            | Spacewatch          |
| 292925 | 2006 VP66              | 11 de novembre de 2006 | Catalina             | CSS                 |
| 292926 | 2006 VR66              | 11 de novembre de 2006 | Catalina             | CSS                 |
| 292927 | 2006 VU66              | 11 de novembre de 2006 | Catalina             | CSS                 |
| 292928 | 2006 VH69              | 11 de novembre de 2006 | Kitt Peak            | Spacewatch          |
| 292929 | 2006 VO69              | 11 de novembre de 2006 | Kitt Peak            | Spacewatch          |
| 292930 | 2006 VX69              | 11 de novembre de 2006 | Kitt Peak            | Spacewatch          |
| 292931 | 2006 VC71              | 11 de novembre de 2006 | Mount Lemmon         | Mt. Lemmon Survey   |
| 292932 | 2006 VZ72              | 11 de novembre de 2006 | Mount Lemmon         | Mt. Lemmon Survey   |
| 292933 | 2006 VG73              | 11 de novembre de 2006 | Kitt Peak            | Spacewatch          |
| 292934 | 2006 VA74              | 11 de novembre de 2006 | Mount Lemmon         | Mt. Lemmon Survey   |
| 292935 | 2006 VK76              | 12 de novembre de 2006 | Mount Lemmon         | Mt. Lemmon Survey   |
| 292936 | 2006 VQ76              | 12 de novembre de 2006 | Mount Lemmon         | Mt. Lemmon Survey   |
| 292937 | 2006 VS78              | 12 de novembre de 2006 | Mount Lemmon         | Mt. Lemmon Survey   |
| 292938 | 2006 VW78              | 12 de novembre de 2006 | Mount Lemmon         | Mt. Lemmon Survey   |
| 292939 | 2006 VS79              | 12 de novembre de 2006 | Mount Lemmon         | Mt. Lemmon Survey   |
| 292940 | 2006 VY83              | 13 de novembre de 2006 | Mount Lemmon         | Mt. Lemmon Survey   |
| 292941 | 2006 VA84              | 13 de novembre de 2006 | Mount Lemmon         | Mt. Lemmon Survey   |
| 292942 | 2006 VE86              | 14 de novembre de 2006 | Kitt Peak            | Spacewatch          |
| 292943 | 2006 VJ89              | 14 de novembre de 2006 | Kitt Peak            | Spacewatch          |
| 292944 | 2006 VS93              | 15 de novembre de 2006 | Mount Lemmon         | Mt. Lemmon Survey   |
| 292945 | 2006 VB94              | 15 de novembre de 2006 | Mount Lemmon         | Mt. Lemmon Survey   |
| 292946 | 2006 VO96              | 10 de novembre de 2006 | Kitt Peak            | Spacewatch          |
| 292947 | 2006 VL97              | 11 de novembre de 2006 | Kitt Peak            | Spacewatch          |
| 292948 | 2006 VR99              | 11 de novembre de 2006 | Catalina             | CSS                 |
| 292949 | 2006 VC100             | 11 de novembre de 2006 | Catalina             | CSS                 |
| 292950 | 2006 VK103             | 12 de novembre de 2006 | Lulin                | H.-C. Lin, Q.-z. Ye |
| 292951 | 2006 VB105             | 13 de novembre de 2006 | Kitt Peak            | Spacewatch          |
| 292952 | 2006 VM108             | 13 de novembre de 2006 | Kitt Peak            | Spacewatch          |
| 292953 | 2006 VX108             | 13 de novembre de 2006 | Palomar              | NEAT                |
| 292954 | 2006 VN110             | 13 de novembre de 2006 | Kitt Peak            | Spacewatch          |
| 292955 | 2006 VC111             | 13 de novembre de 2006 | Kitt Peak            | Spacewatch          |
| 292956 | 2006 VF111             | 13 de novembre de 2006 | Kitt Peak            | Spacewatch          |
| 292957 | 2006 VO111             | 13 de novembre de 2006 | Kitt Peak            | Spacewatch          |
| 292958 | 2006 VY112             | 13 de novembre de 2006 | Kitt Peak            | Spacewatch          |
| 292959 | 2006 VC113             | 13 de novembre de 2006 | Kitt Peak            | Spacewatch          |
| 292960 | 2006 VN113             | 13 de novembre de 2006 | Mount Lemmon         | Mt. Lemmon Survey   |
| 292961 | 2006 VV114             | 14 de novembre de 2006 | Mount Lemmon         | Mt. Lemmon Survey   |
| 292962 | 2006 VX120             | 14 de novembre de 2006 | Kitt Peak            | Spacewatch          |
| 292963 | 2006 VD121             | 14 de novembre de 2006 | Catalina             | CSS                 |
| 292964 | 2006 VE123             | 14 de novembre de 2006 | Kitt Peak            | Spacewatch          |
| 292965 | 2006 VK123             | 14 de novembre de 2006 | Kitt Peak            | Spacewatch          |
| 292966 | 2006 VY131             | 15 de novembre de 2006 | Kitt Peak            | Spacewatch          |
| 292967 | 2006 VK134             | 15 de novembre de 2006 | Catalina             | CSS                 |
| 292968 | 2006 VO134             | 15 de novembre de 2006 | Catalina             | CSS                 |
| 292969 | 2006 VL135             | 15 de novembre de 2006 | Kitt Peak            | Spacewatch          |
| 292970 | 2006 VH138             | 15 de novembre de 2006 | Kitt Peak            | Spacewatch          |
| 292971 | 2006 VK138             | 15 de novembre de 2006 | Kitt Peak            | Spacewatch          |
| 292972 | 2006 VL140             | 15 de novembre de 2006 | Kitt Peak            | Spacewatch          |
| 292973 | 2006 VQ140             | 15 de novembre de 2006 | Kitt Peak            | Spacewatch          |
| 292974 | 2006 VP141             | 13 de novembre de 2006 | Kitt Peak            | Spacewatch          |
| 292975 | 2006 VA142             | 13 de novembre de 2006 | Catalina             | CSS                 |
| 292976 | 2006 VE145             | 15 de novembre de 2006 | Catalina             | CSS                 |
| 292977 | 2006 VQ148             | 15 de novembre de 2006 | Kitt Peak            | Spacewatch          |
| 292978 | 2006 VL149             | 2 de novembre de 2006  | Catalina             | CSS                 |
| 292979 | 2006 VA150             | 9 de novembre de 2006  | Palomar              | NEAT                |
| 292980 | 2006 VZ150             | 9 de novembre de 2006  | Palomar              | NEAT                |
| 292981 | 2006 VF151             | 9 de novembre de 2006  | Palomar              | NEAT                |
| 292982 | 2006 VR153             | 8 de novembre de 2006  | Palomar              | NEAT                |
| 292983 | 2006 VP155             | 15 de novembre de 2006 | Catalina             | CSS                 |
| 292984 | 2006 VK168             | 11 de novembre de 2006 | Kitt Peak            | Spacewatch          |
| 292985 | 2006 VT168             | 1 de novembre de 2006  | Kitt Peak            | Spacewatch          |
| 292986 | 2006 VV168             | 8 de novembre de 2006  | Palomar              | NEAT                |
| 292987 | 2006 VY168             | 11 de novembre de 2006 | Kitt Peak            | Spacewatch          |
| 292988 | 2006 VC169             | 2 de novembre de 2006  | Mount Lemmon         | Mt. Lemmon Survey   |
| 292989 | 2006 VG170             | 11 de novembre de 2006 | Mount Lemmon         | Mt. Lemmon Survey   |
| 292990 | 2006 VK171             | 11 de novembre de 2006 | Mount Lemmon         | Mt. Lemmon Survey   |
| 292991 | 2006 WB1               | 17 de novembre de 2006 | Nogales              | J.-C. Merlin        |
| 292992 | 2006 WJ6               | 16 de novembre de 2006 | Kitt Peak            | Spacewatch          |
| 292993 | 2006 WS6               | 16 de novembre de 2006 | Kitt Peak            | Spacewatch          |
| 292994 | 2006 WV6               | 16 de novembre de 2006 | Kitt Peak            | Spacewatch          |
| 292995 | 2006 WD9               | 16 de novembre de 2006 | Kitt Peak            | Spacewatch          |
| 292996 | 2006 WR11              | 16 de novembre de 2006 | Socorro              | LINEAR              |
| 292997 | 2006 WK12              | 16 de novembre de 2006 | Mount Lemmon         | Mt. Lemmon Survey   |
| 292998 | 2006 WK16              | 17 de novembre de 2006 | Kitt Peak            | Spacewatch          |
| 292999 | 2006 WF17              | 17 de novembre de 2006 | Mount Lemmon         | Mt. Lemmon Survey   |
| 293000 | 2006 WY17              | 17 de novembre de 2006 | Mount Lemmon         | Mt. Lemmon Survey   |